# 日野祭

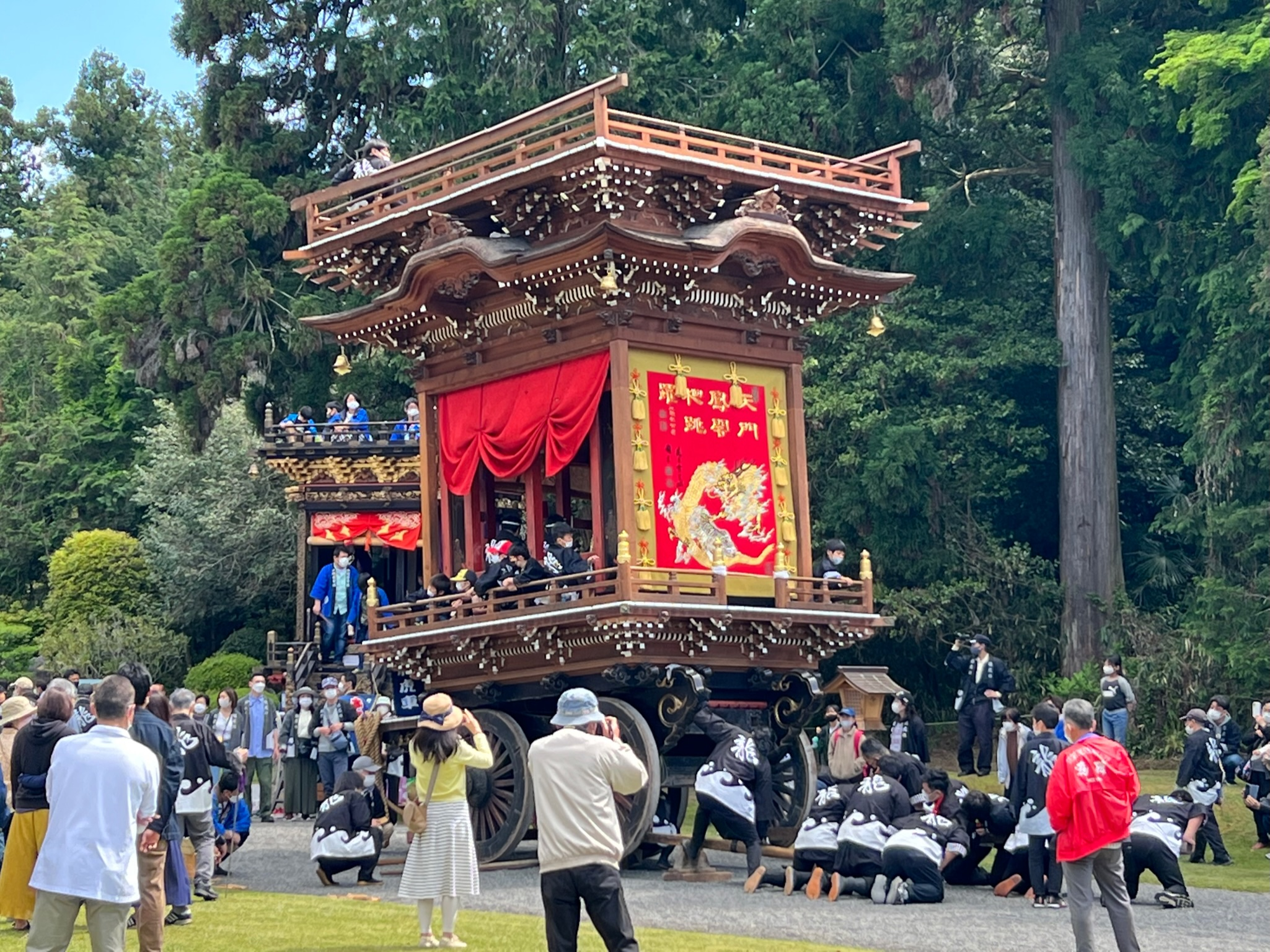
日野祭

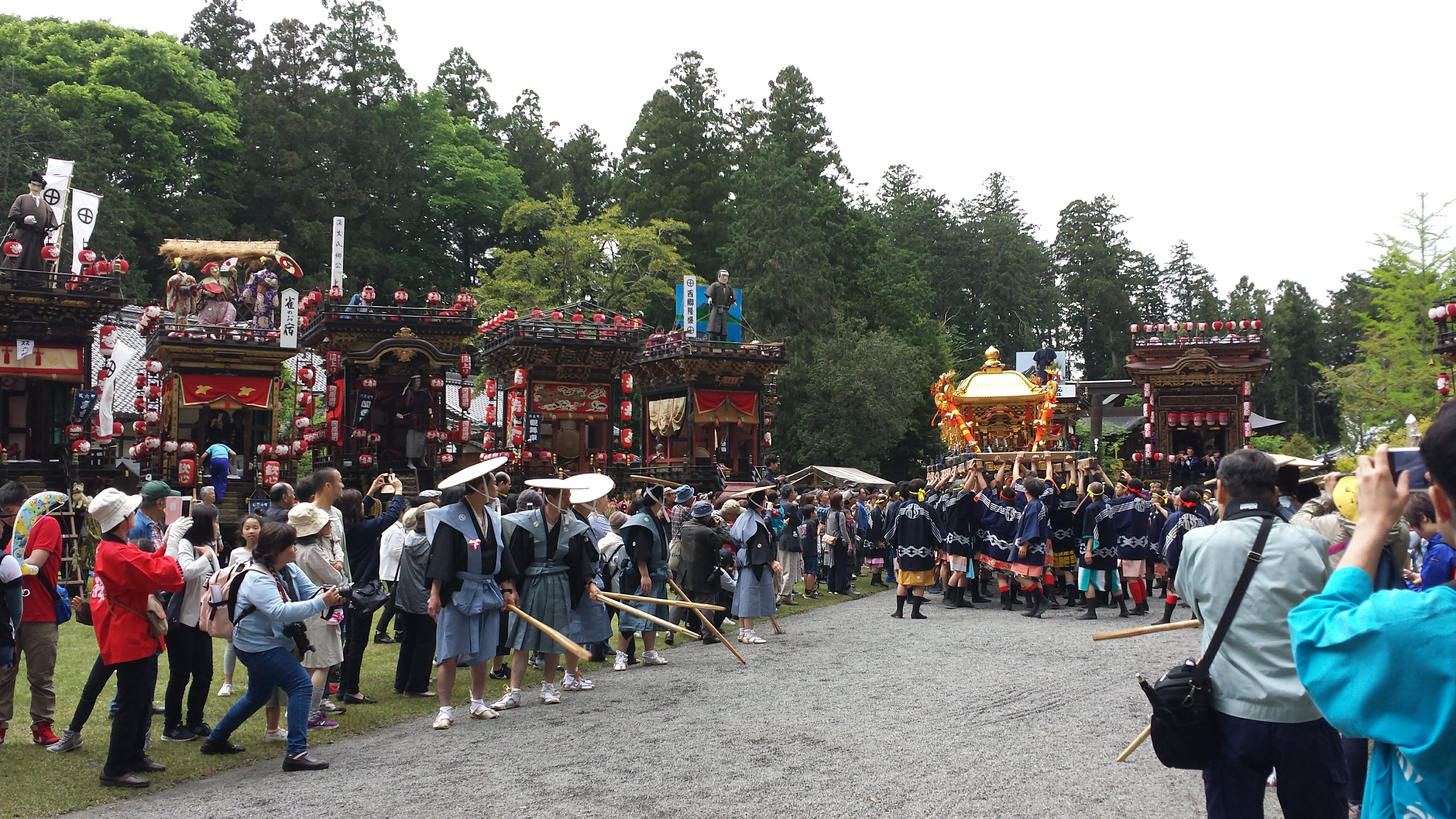
綿向神社境内での神輿と曳山

日野祭（ひのまつり）は、滋賀県蒲生郡日野町に鎮座する馬見岡綿向神社の春の例祭。
馬見岡綿向神社は、日野町民には「大宮さん」と呼ばれて親しまれており、その例祭である日野祭は850年以上の歴史を持つともいわれる日野で最大規模の祭礼行事である。8つの大字にまたがる広域で、毎年5月2日（宵祭）、3日（本祭）、4日（後宴祭）の3日間で執行される。
1985年（昭和60年）3月29日、「日野曳山祭」の名称で滋賀県無形民俗文化財に指定された。

## 特徴
複数の行政区（村）にまたがる氏子集団によって行われる「郷祭り」で、滋賀県湖東地方での典型的な事例とされる。氏神と御旅所を神輿や神子と呼ばれる稚児行列が渡御する「神幸祭り」と、滋賀県下最多の保有数である16基の山車（曳山）が巡行する「曳山祭り」が併合されている点に特徴がある。

### 桟敷窓

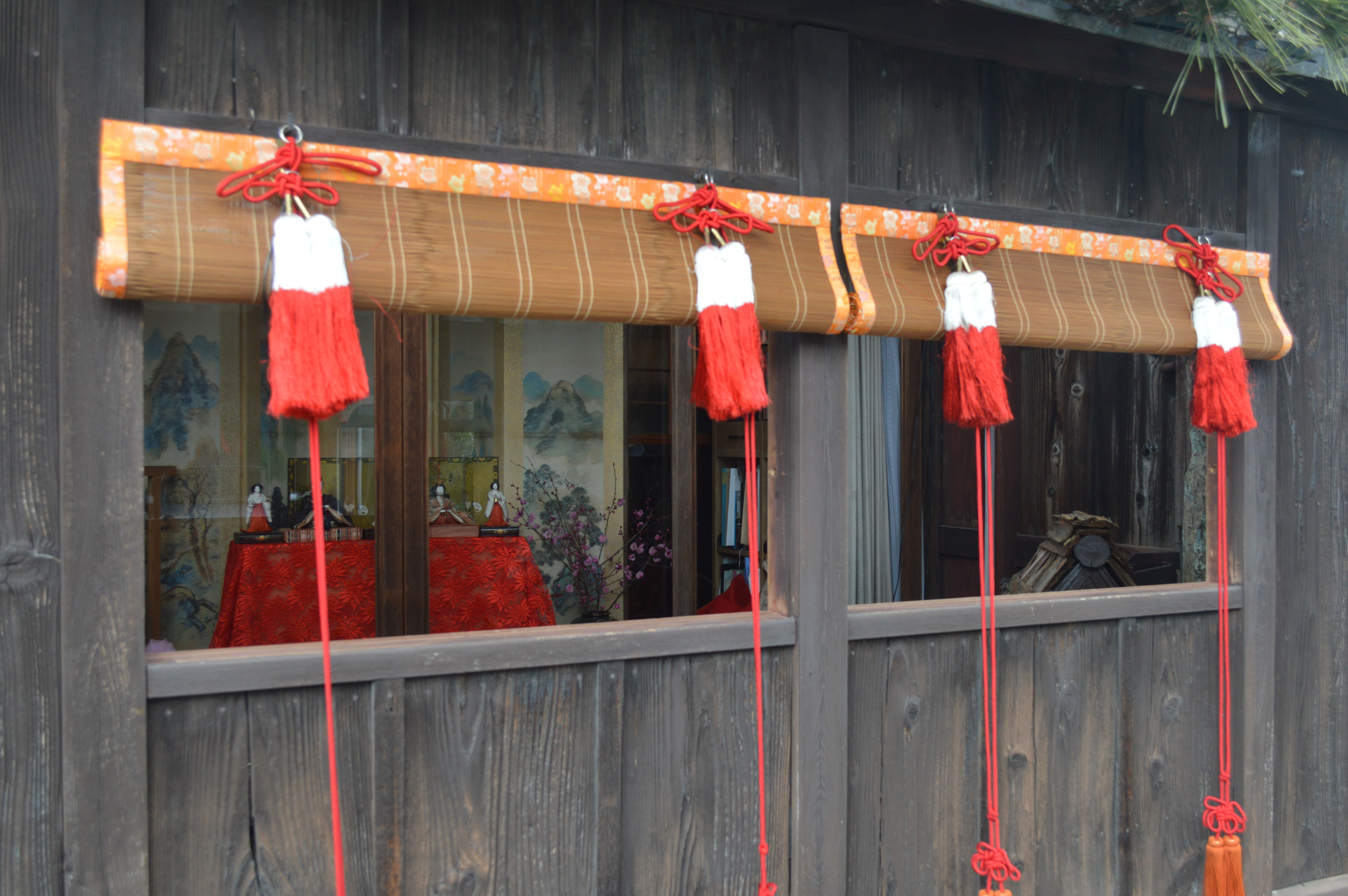
桟敷窓

渡御行列や曳山巡行の道筋にある民家の壁には開閉式の窓があり、ふだんは閉じられているが、日野祭の際にはこれを開き、庭に桟敷を組んで敷地の中から日野祭を鑑賞するためだけに設けられたもので、「桟敷窓」とよばれる。
桟敷窓のある家は、2002年（平成14年）時点で巡行路の北側16軒、南側18軒の計34軒確認された。桟敷窓はふだんは閉じられているが、日野祭の際には開き、その開口部に緋毛氈や御簾をかけて窓とし、庭に桟敷を組んで屋内から直接塀の外の祭行列を見物できる宴席となる。桟敷席では、集まった親せき等と祭礼料理の鯛そうめんや鰤ヌタなどを肴に酒を嗜むなどする。この光景は、日本で唯一、日野にだけみられる特徴である。

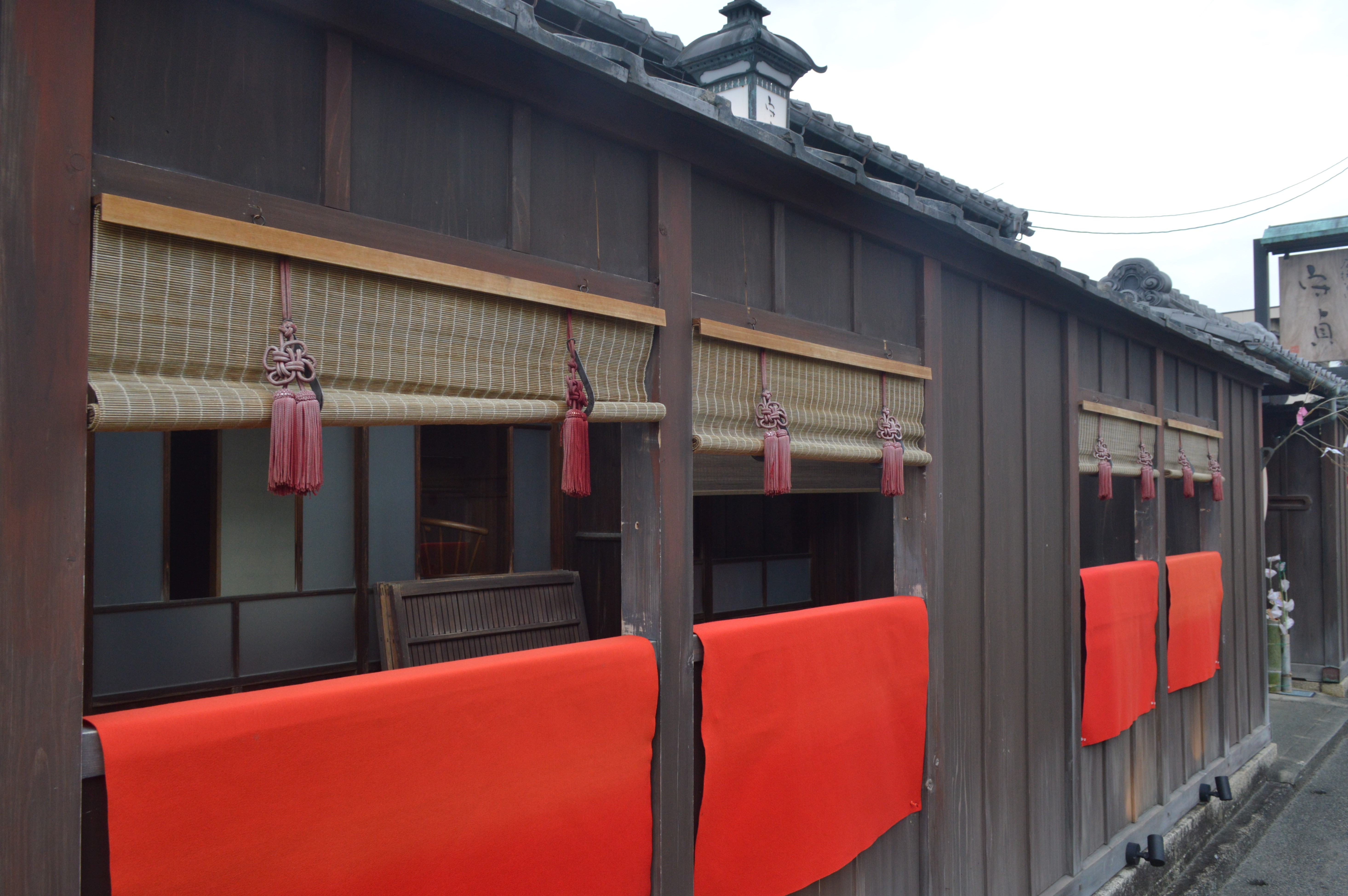
桟敷窓
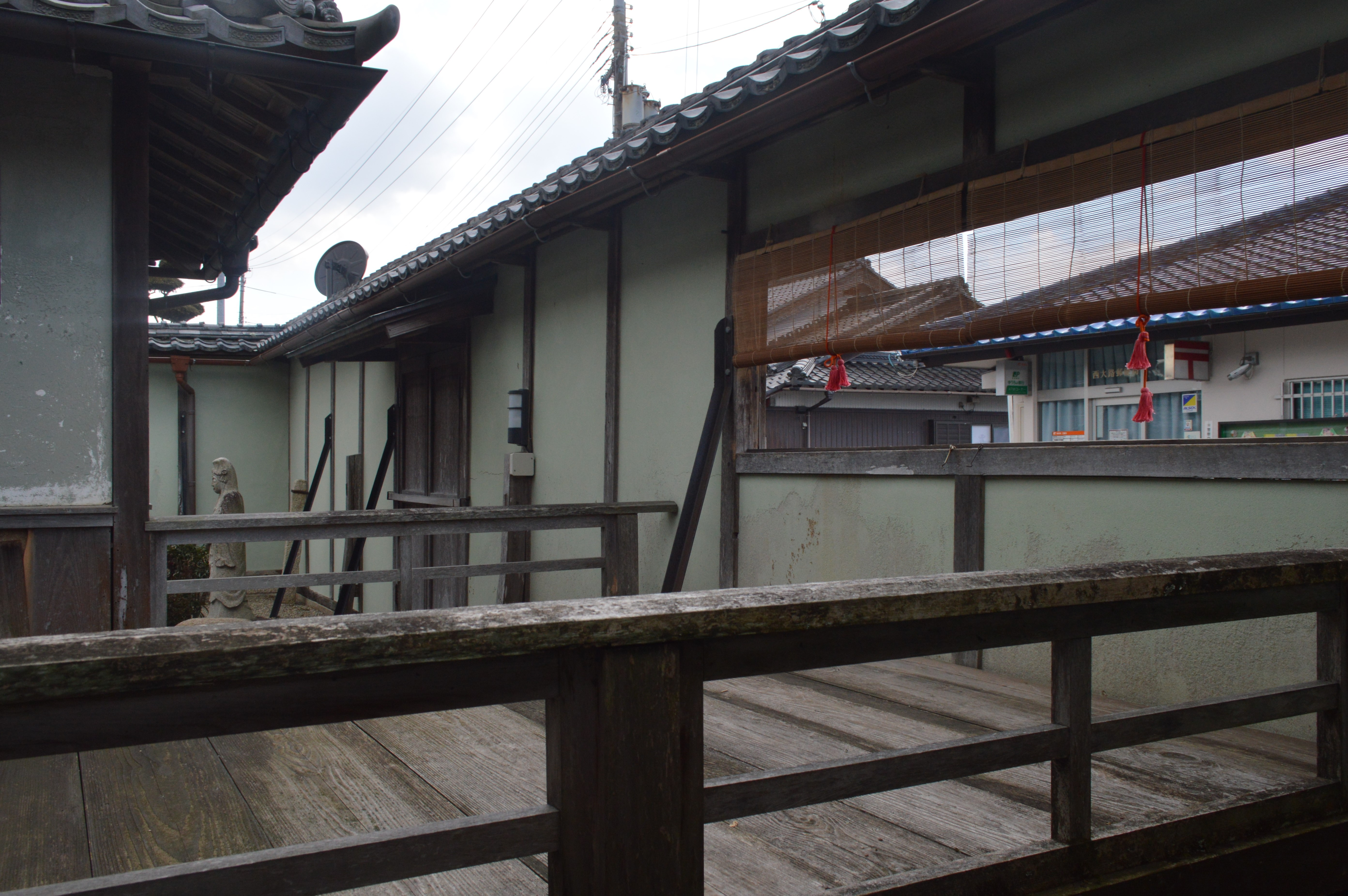
桟敷席（桟敷窓の内側）
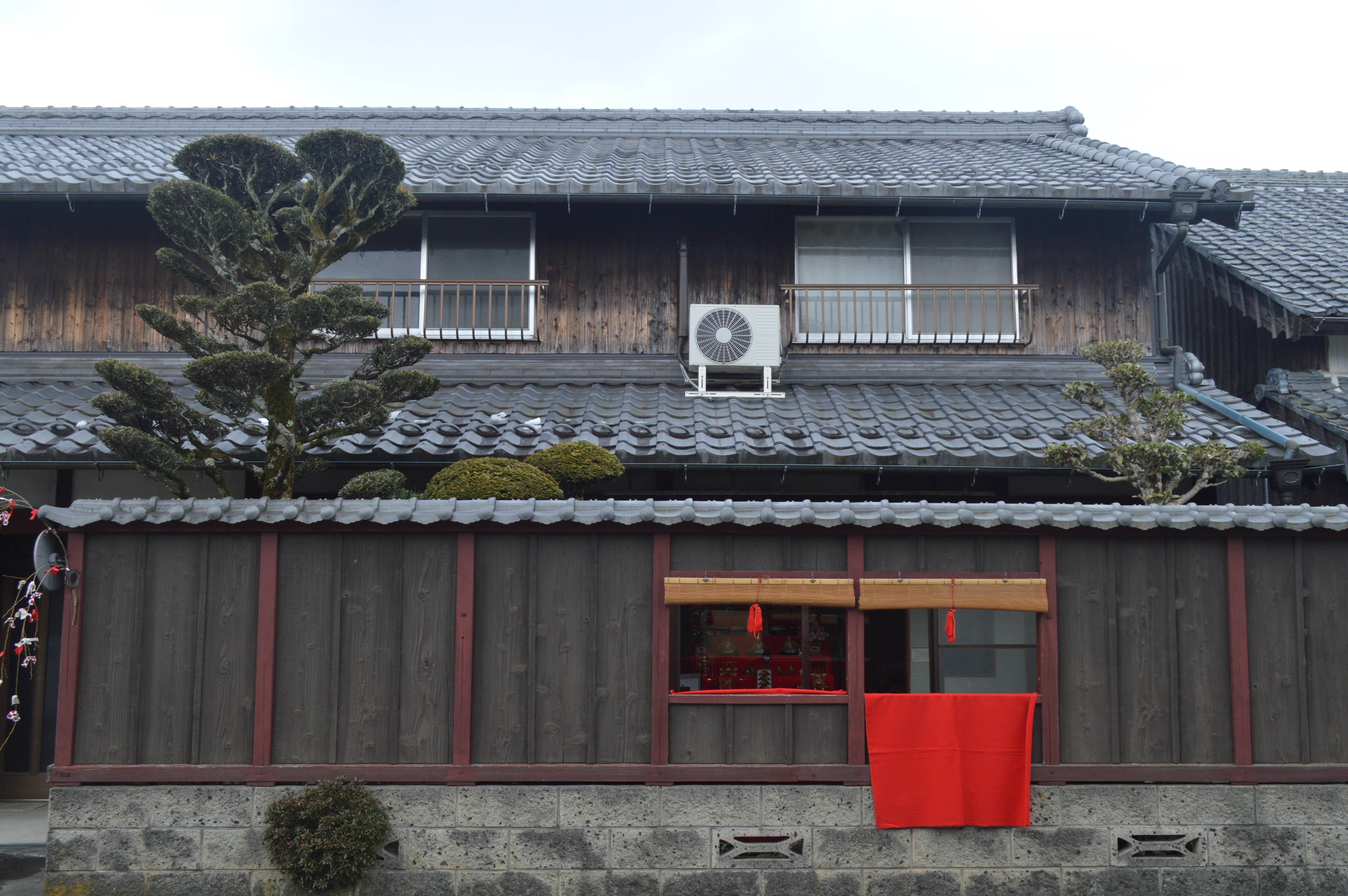
桟敷窓がある日野の民家
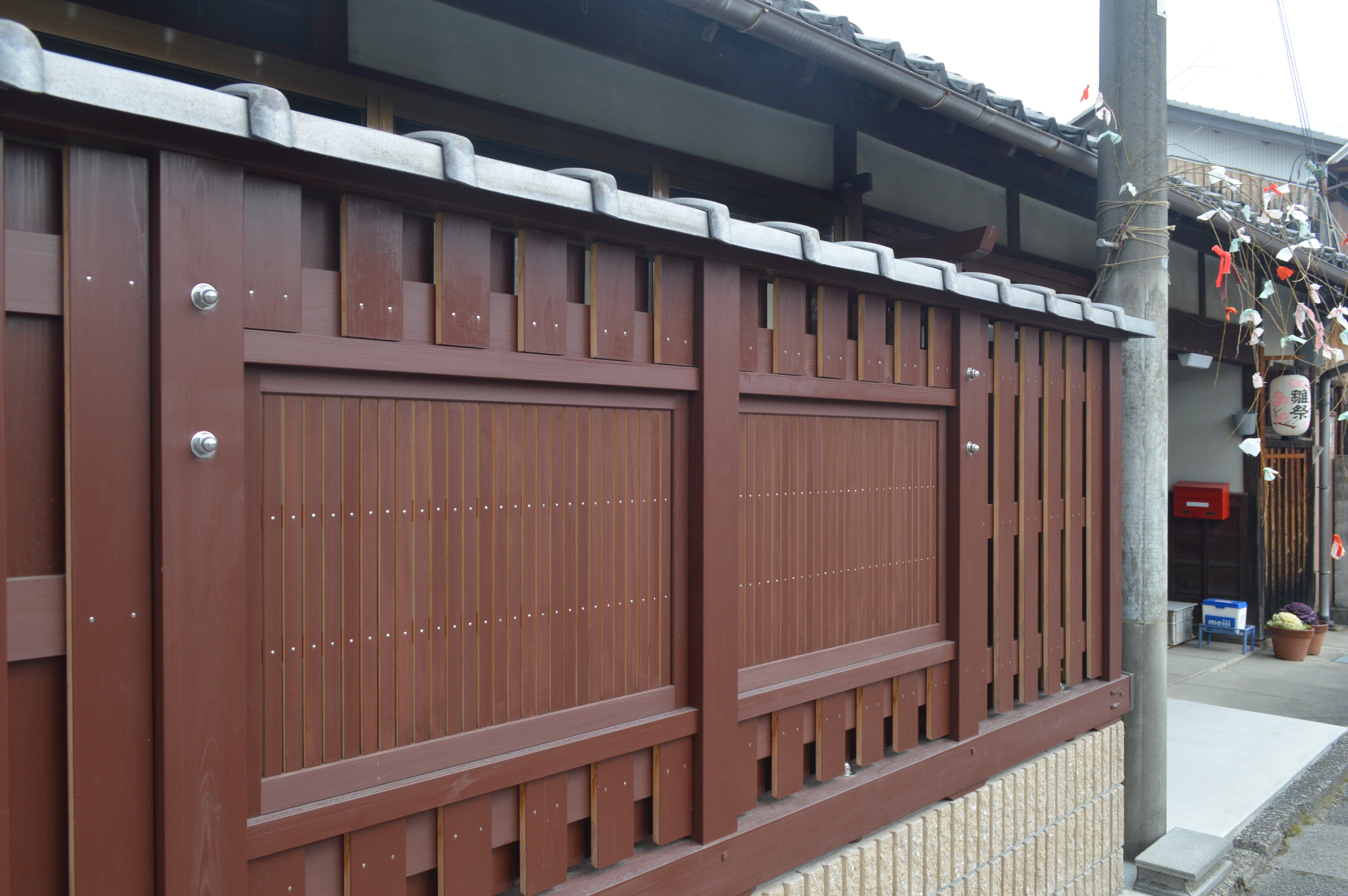
桟敷窓のある日野の民家

## 歴史
850年以上の歴史を持つ日野で最も大規模な祭礼行事であるとされるが、社史に残る度々の火災で記録の多くは失われ、その起源は定かではない。応永31年（1424年）の比都佐神社文書に「わたむき御祭馬二疋」と記録されているのが、現存する文献に見える最古の記録とされる。それ以前の日野祭の様子を知ることはできないが、日野が蒲生氏の城下町として栄える時代には、日野祭の様子も具体的に知ることができる。
戦国時代には戦乱で祭が一時中断した時期があったが、弘治3年（1557年）、蒲生定秀が50歳の時に、前年に孫の鶴千代（氏郷）が生まれたのを祝すかのように3基の神輿が新調され、中断していた日野祭が再興された。
馬見岡綿向神社の絵馬堂では、文化9年（1812年）に日野在住の画家・谷田輔長によって描かれた祭礼渡御の様子を見ることができる。
蒲生定秀以後の時代で特に大きな変化を見せたのは、曳山の登場である。文献における曳山の初見は、享保2年（1717年）で、当時少なくとも7基の曳山があったことが記され、宝暦年間には12基となっていたことが確認されている。曳山のような大規模な祭礼行事の登場には財力が必要なため、日野の繁栄に大きな影響を与えた日野商人が全国に出店を構え始めた時期を考慮すると、日野祭の曳山の登場時期は遅くとも17世紀の中頃ではなかったかとする説もある。当初の曳山は簡素で、台車に飾り台が付いているようなものであったと考えられるが、後に重箱型と呼ばれる細長く背が高い現代の曳山の形に変化した。
1759年（宝暦6年）12月18日、日野は町の8割を焼失する大火に見舞われ、曳山も大部分が焼失し、日野祭は1762年（宝暦9年）まで中断した。しかし、1765年（明和2年）には「大宮祭礼を旧儀に復す」のふれがあり、町の8割を焼失しながらわずか9年で復興を遂げた日野商人の財力を物語る。1780年（天明2年）には宝暦年間には7基であった曳山がその後2基増えて9基になったことが記録されている。
明治期の初め、白銀町や下鍛冶町が所有していた曳山を他村へ売却したが、新造した町もあり、宝暦年間以降に増えたものとあわせて、曳山の数は16基となる。
太陽暦の導入で、従来例祭日とされてきた4月の中の亥日は、1879年（明治12年）から5月5日と確定し、その後、幾度か変更されるも、1902年（明治35年）に本祭日を5月3日と固定された。
1912年（明治45年）以降、日野に電燈や電話線が架設され、曳山では「ほいのぼり」の渡御巡行は行われないことになった。そのため、この年の祭では曳山16基、ほいのぼり30本（内、大幟4本）が渡御し、有終の美を飾った。その後も曳山16基は渡御に参加した。1915年（大正4年）の記録では「曳山車の渡御の列に加はることは中絶す」とありながら、神社に近い曳山は神社境内へ、御旅所に近い曳山は御旅所へ曳きだし、どちらも都合の悪い曳山は山庫前に曳きだすことで妥協された。
1941年（昭和16年）、太平洋戦争に突入した後も、1942年（昭和17年）、1943年（昭和18年）は簡素ながら日野祭は例年通りに行われ、1944年（昭和19年）、1945年（昭和20年）は神主と氏子総代のみが参列して神事を行うのみとなった。
1945年（昭和20年）の終戦を境に、祭礼は盛大に復活したが、渡御還行が夜間に及ぶことは物資不足のために廃止され、1～2年の間はやや縮小した。
祭礼次第は明治期末期からほとんど変化しておらず、曳山の数も明治初年以降16基が現代まで受け継がれている。1985年（昭和60年）3月29日、「日野曳山祭」の名称で滋賀県無形民俗文化財に指定され、1988年（昭和63年）には祭と曳山の永続的な継承をめざして、日野曳山保存会が設立された。
- 1880年（明治13年）5月5日の日野祭の様子（滋賀県大書記官と八幡郡長が見学にきた記念に撮影されたもの）

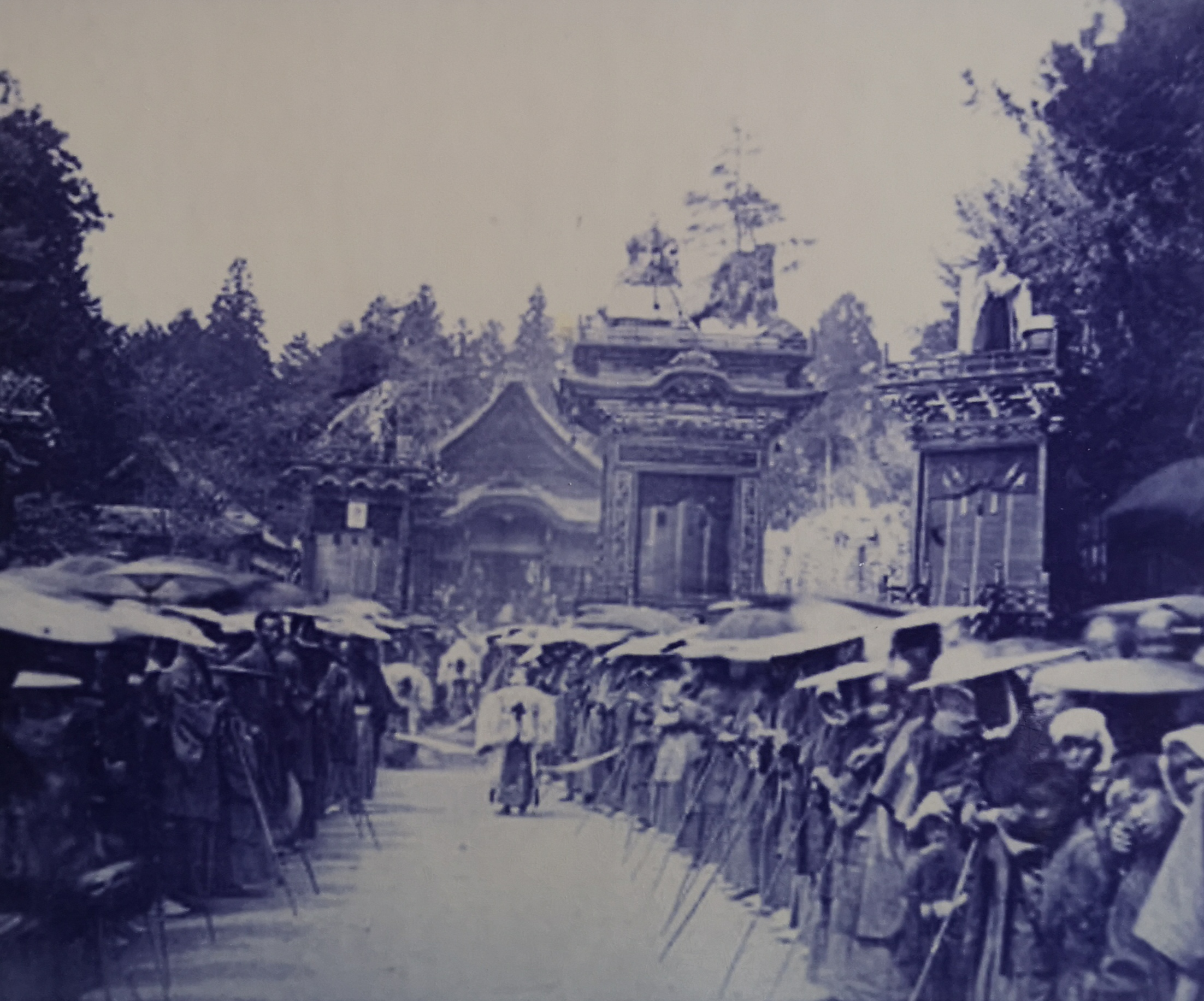
渡御行列
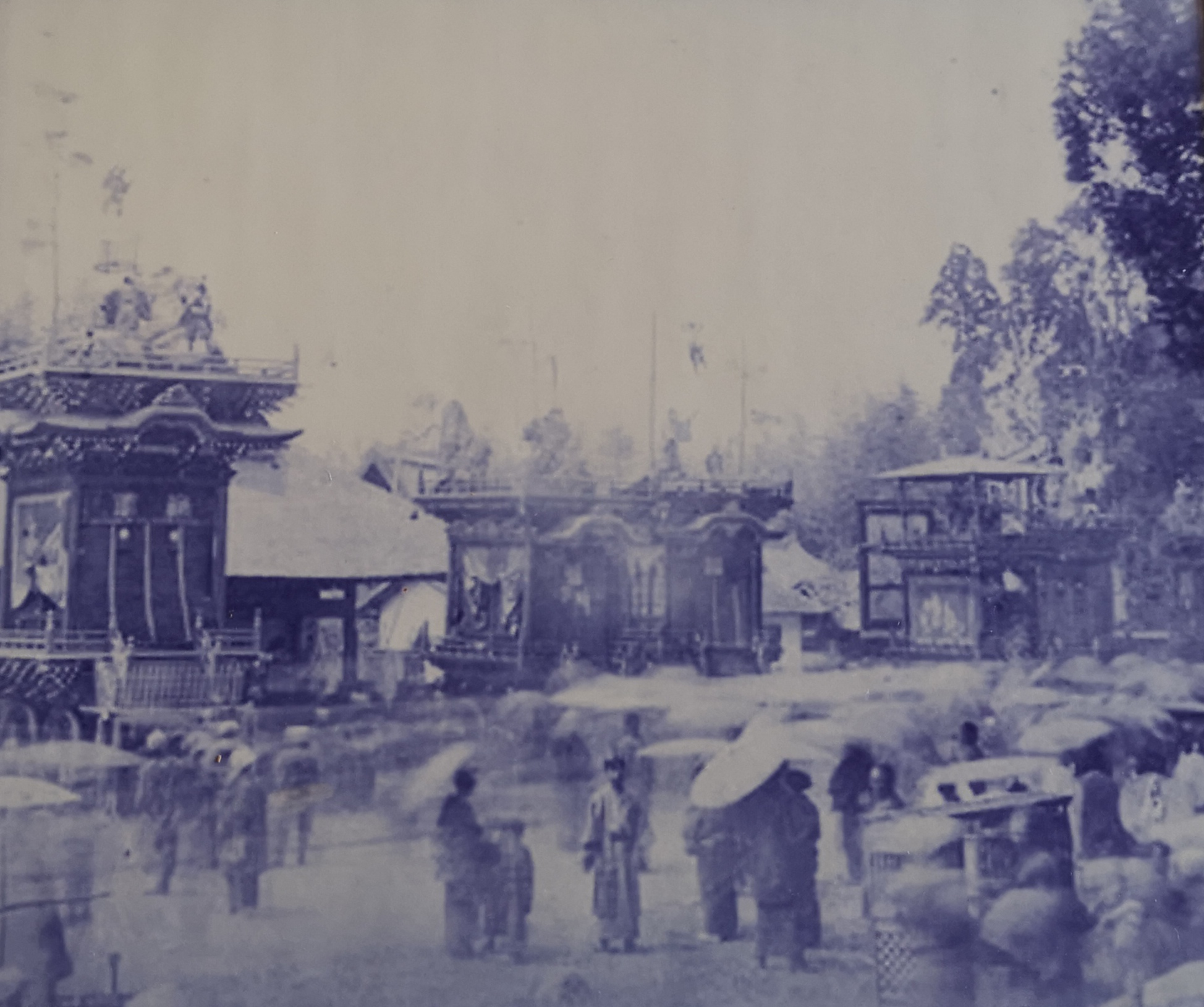
馬見岡綿向神社の境内
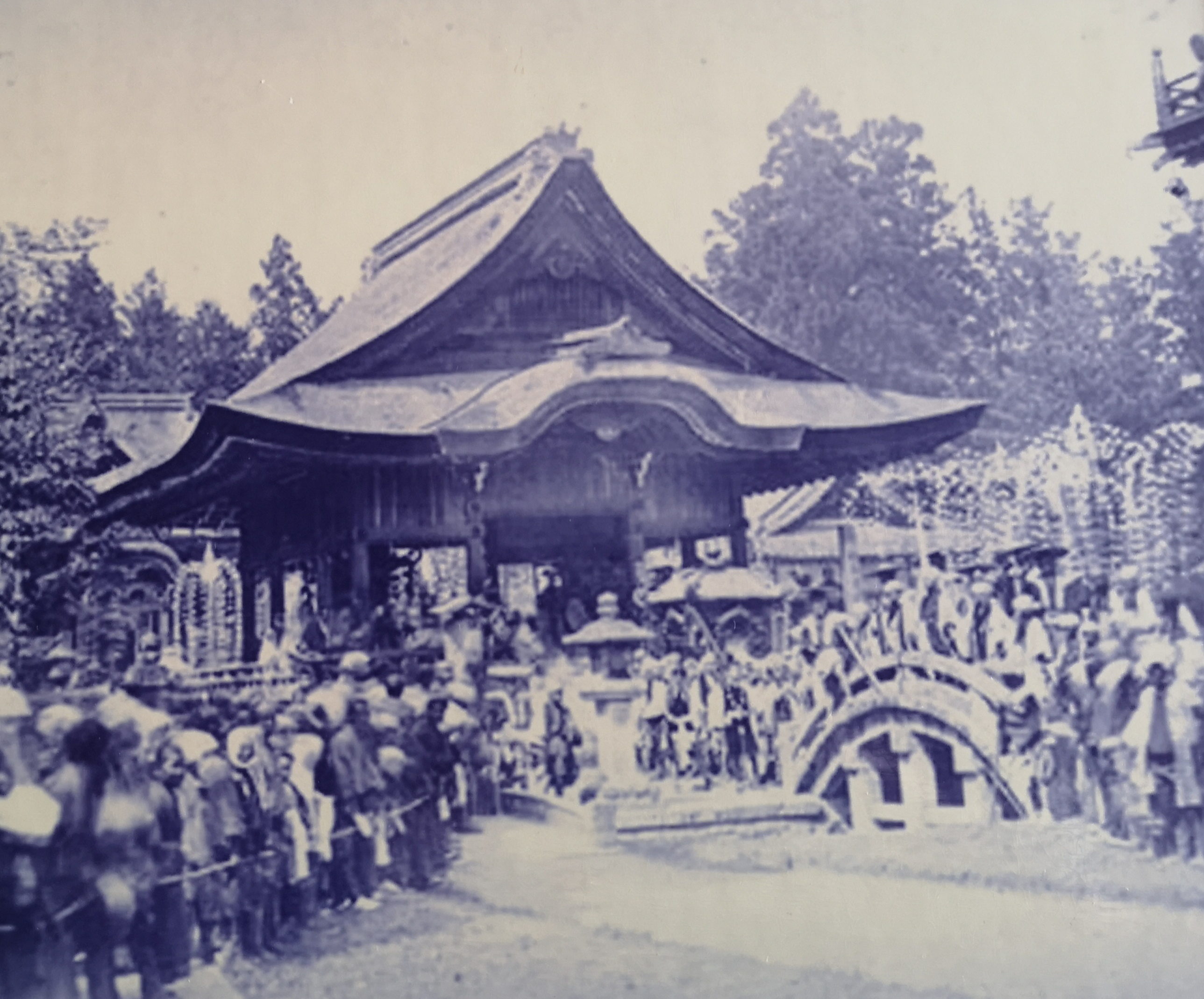
境内に並ぶ「ほいのぼり」
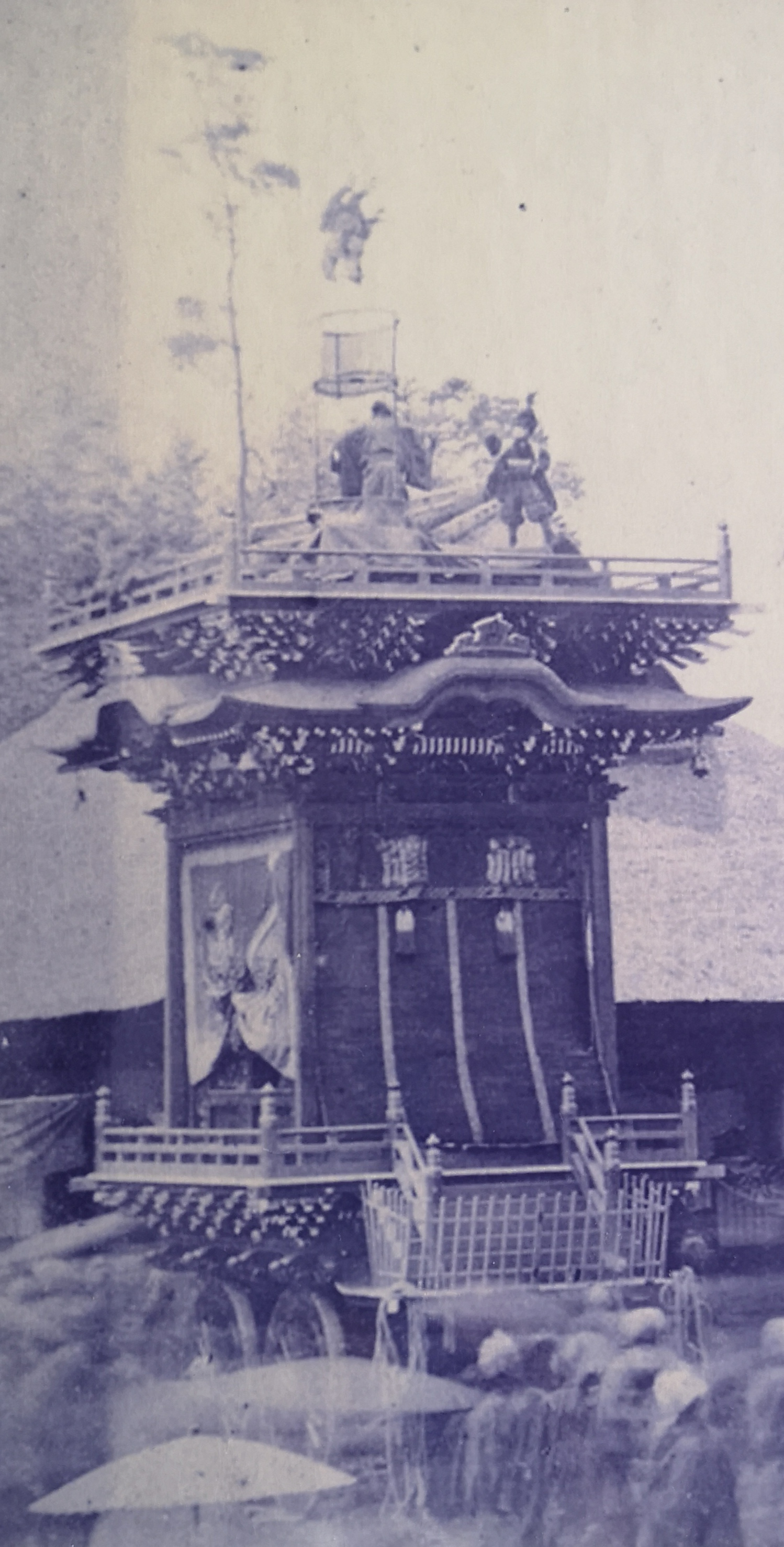
山車
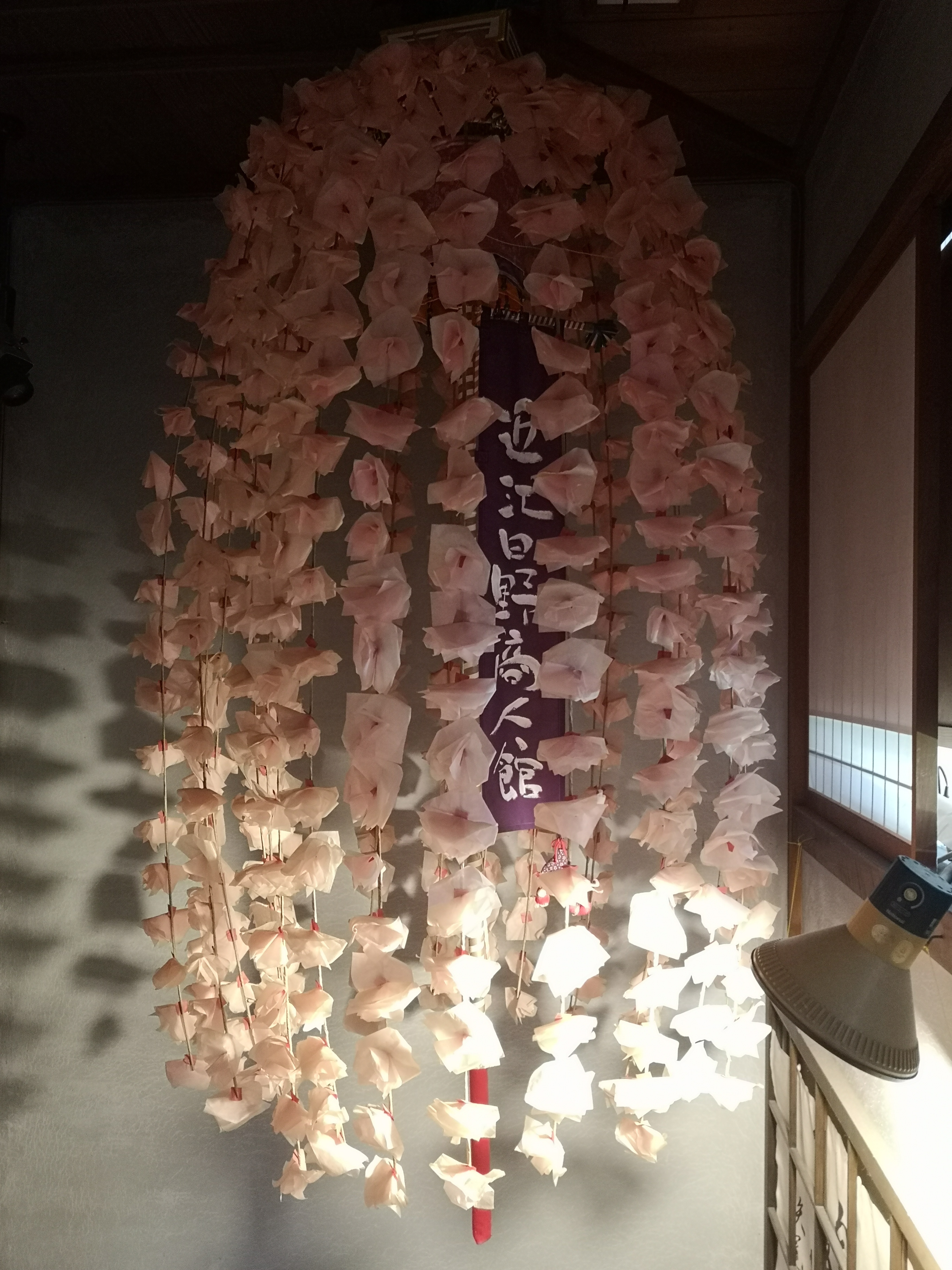
現在は日野祭には登場しなくなった「ほいのぼり」

## 祭礼の範囲

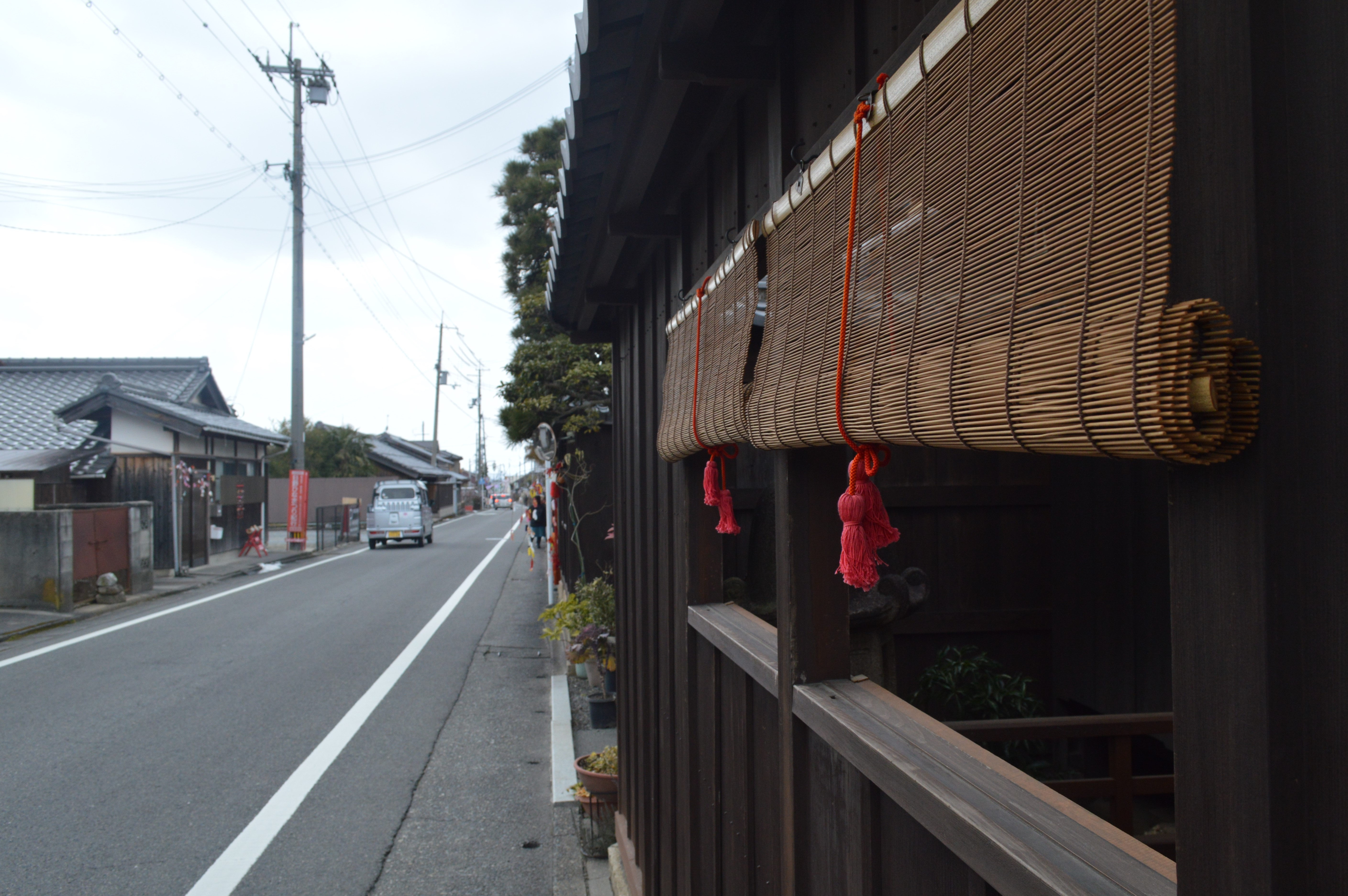
本町通と桟敷窓

日野祭に関係する氏子集団は8つの大字にまたがり、1975年（昭和50年）時点の行政区では19の町にあたり、祭に直接関係する町の人口割合は33.85パーセントだった。氏子の最東端にある西大路と、最西端の上野田は直線距離にして4,730メートル離れており、祭は広域行事である。
住民の日野祭への関心はひじょうに篤く、馬見岡綿向神社から御旅所までの渡御巡行の道筋、約4キロメートルの電柱はすべて個人の屋敷の敷地内に建ち、道路上には1本もない。
また、民家の塀には、日野祭の巡行を屋内から鑑賞するためだけに設けられた開口部「桟敷窓」があり、これは日本全国で唯一、日野町にだけ存在する建築様式であるという。（「桟敷窓」については特徴節で詳説。）

## 祭礼次第

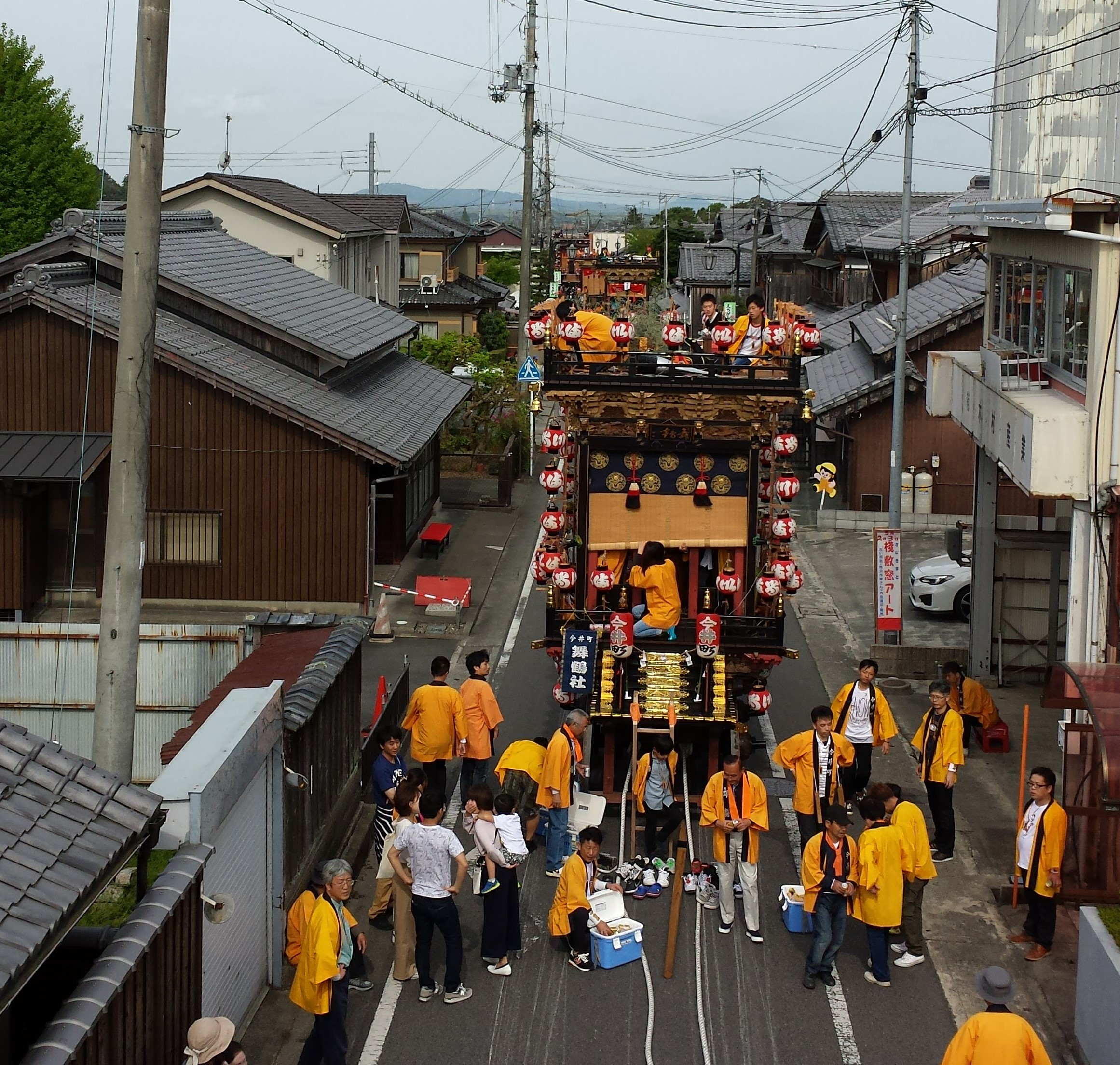
日野祭の曳山宮入り道中風景

### 宵宮祭
5月2日午後、日野祭の宵宮祭として西之宮神社の例祭が執行される。夕刻から各町内の曳山が倉の前やおもな辻まで曳き出され、提灯に灯をともして夜半まで祭囃子を奏で、祭の雰囲気をつくる。なかでも大窪の「札の辻」では、複数の曳山が集まるため一際にぎやかな風情となる。

### 本祭
本祭は早朝午前3時に起こし太鼓が鳴り、神子と芝田楽が午前8時半頃に馬見綿向神社に宮入する。神社からの使い（七度半の使い）を受けて出立し、本町通の中央を神子が歩き、道幅いっぱいに広がった神調社がこれを警護して神社に向かう。続いて、神幣、神輿、曳山が続いて宮入りし、昼頃までに十数基の曳山が境内に揃う。
神子と神調社は、順次宮入りしてくる曳山などから挨拶を受け、曳山が境内に入るのを認める。すべての曳山が揃うと、神輿出立の神事が行われ、拝殿の神輿前で宮司と3人の神子が「渡御の盃」が交わす。渡御では、出立を知らせる太鼓を打ち鳴らし、曳山が一斉に祭囃子を奏でる。神子を先頭に芝田楽や神輿などが列なして御旅所に向かって巡行する。古くは曳山も渡御に同道したが、21世紀現在は神輿の還御まで境内で待つ。
正午過ぎには渡御行列が御旅所である口之宮神社に到着し、神子との盃の儀の神事が行われる。その後、還御となり、馬見綿向神社に戻り、最後に到着した宮司が、境内の参道で神子と「七三の別れ」と称する挨拶をかわし、祭礼は幕を閉じる。曳山には夕刻に明かりが灯され、下り囃子とともに各町内へ戻る。

### 関係行事次第

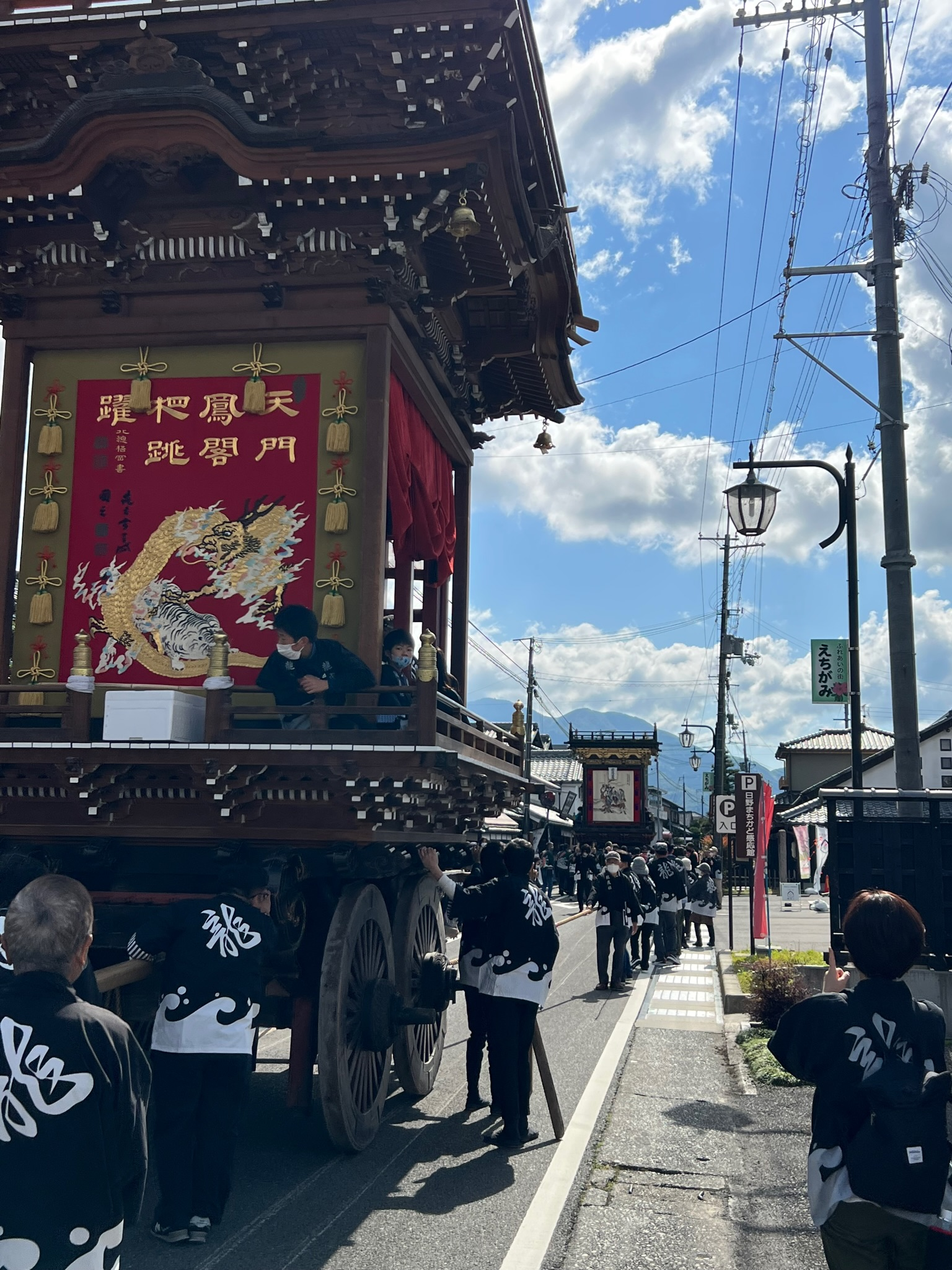
曳山巡行

（* 2月1日 滝之宮禊祓式 - 20世紀中頃すでに行われていない。） 
- 3月中旬 - 神調社在籍調査[26]
- 3～4月 - 曳山に関係する町内協議[26]
- 4月初め - 氏子総代会議[27]
- 4月上旬 - 祭囃子の稽古始め[27]
- 4月7日 - 神子選びの神事[27]
- 4月中旬 - 神調社取締役選挙[28]

（* 4月19日 榊立ての神事 - 20世紀中頃すでに行われていない。）
- 4月20日 - 嶽まつり（馬見岡綿向神社の奥之院の祭礼）[28]
- 4月20日頃 - 地渡し（大窪町でのみ行う神輿担ぎの予行練習）[28]
- 4月下旬 - 曳山の「だし」飾り作り（各町内で趣向を凝らし、毎年作り替える。）[29]
- 4月30日 - 神調社員会合の招集[29]
- 5月1日 - 曳山の飾りつけ、西之宮祭礼の準備、神調社会合[29]
- 5月2日 - 西之宮神社祭礼行事、宵祭の行事[30]
- 5月3日 - 本祭[31]
- 5月4日 - 後宴（行事や接待に携わった町民が一家で神社に参拝する。曳山の片づけなどする。）[32]
- 5月5日 - 町内勘定。祭にかかった経費の精算を行い、町民すべてが会所で会食して祭りの思い出話などをする親睦会を行う[33]。
- 7月末から8月上旬 - 曳山の道具や備品の虫干し[33]

## おもな祭礼道具・役

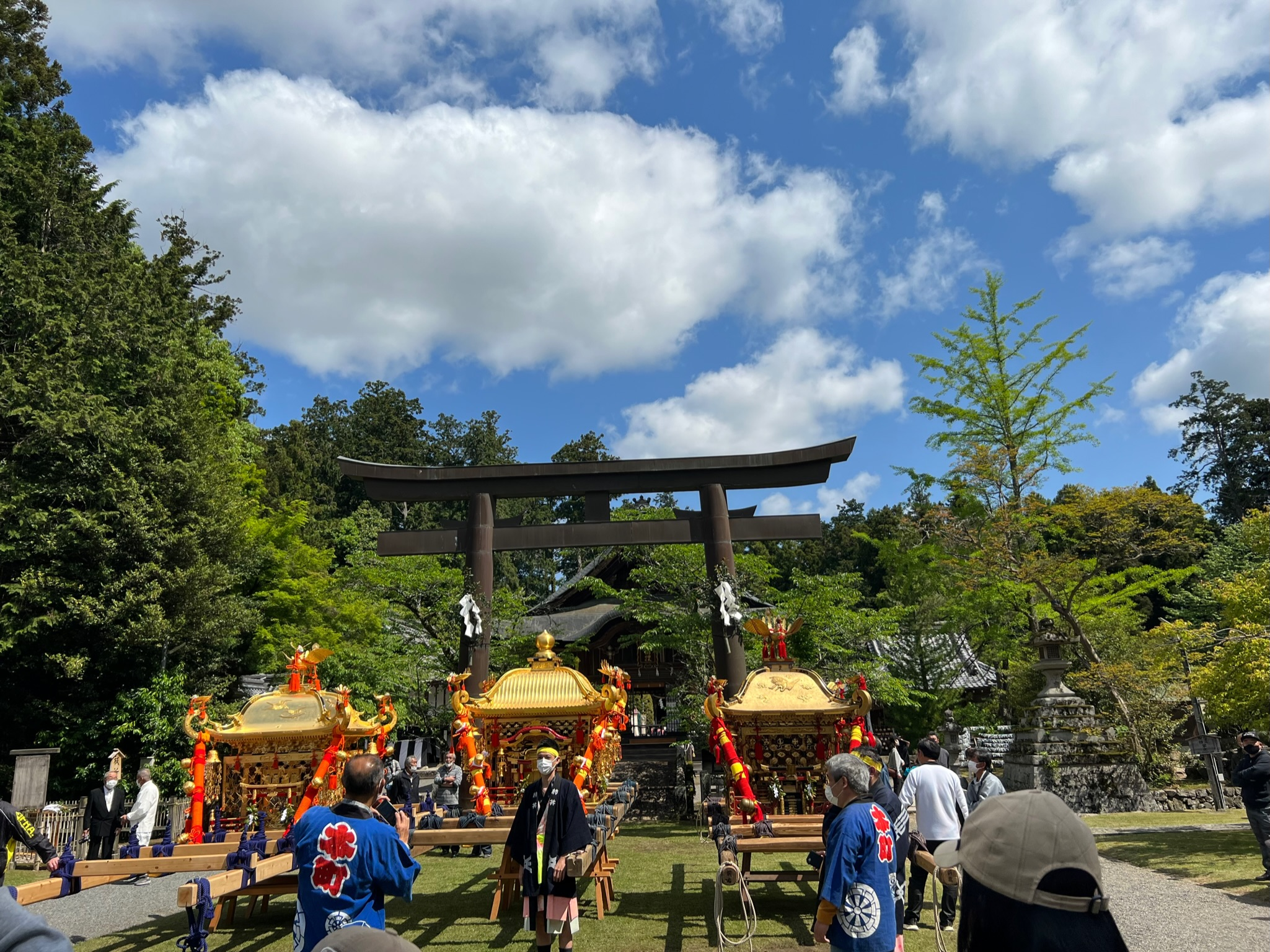
神輿

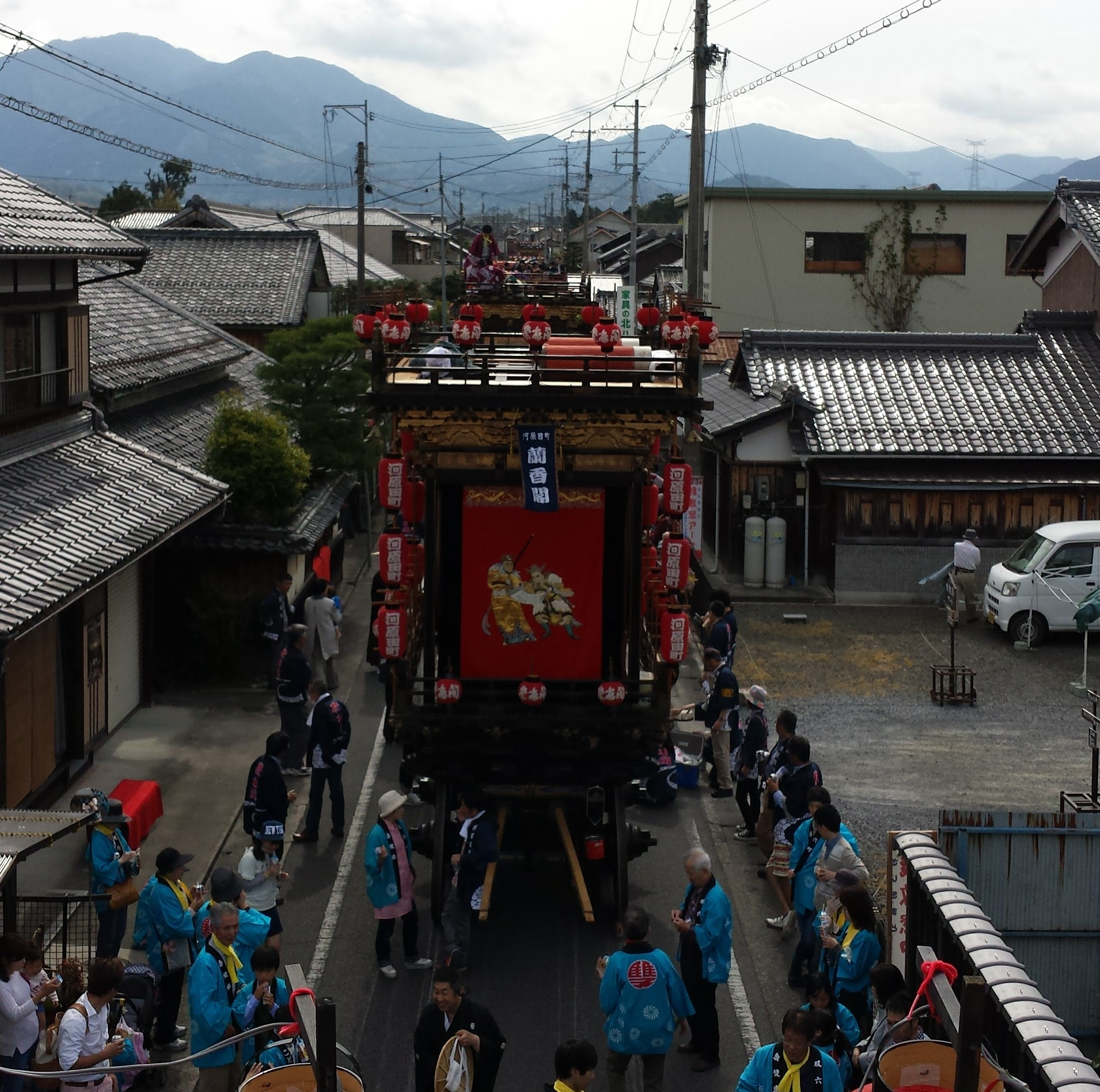
曳山の宮入り

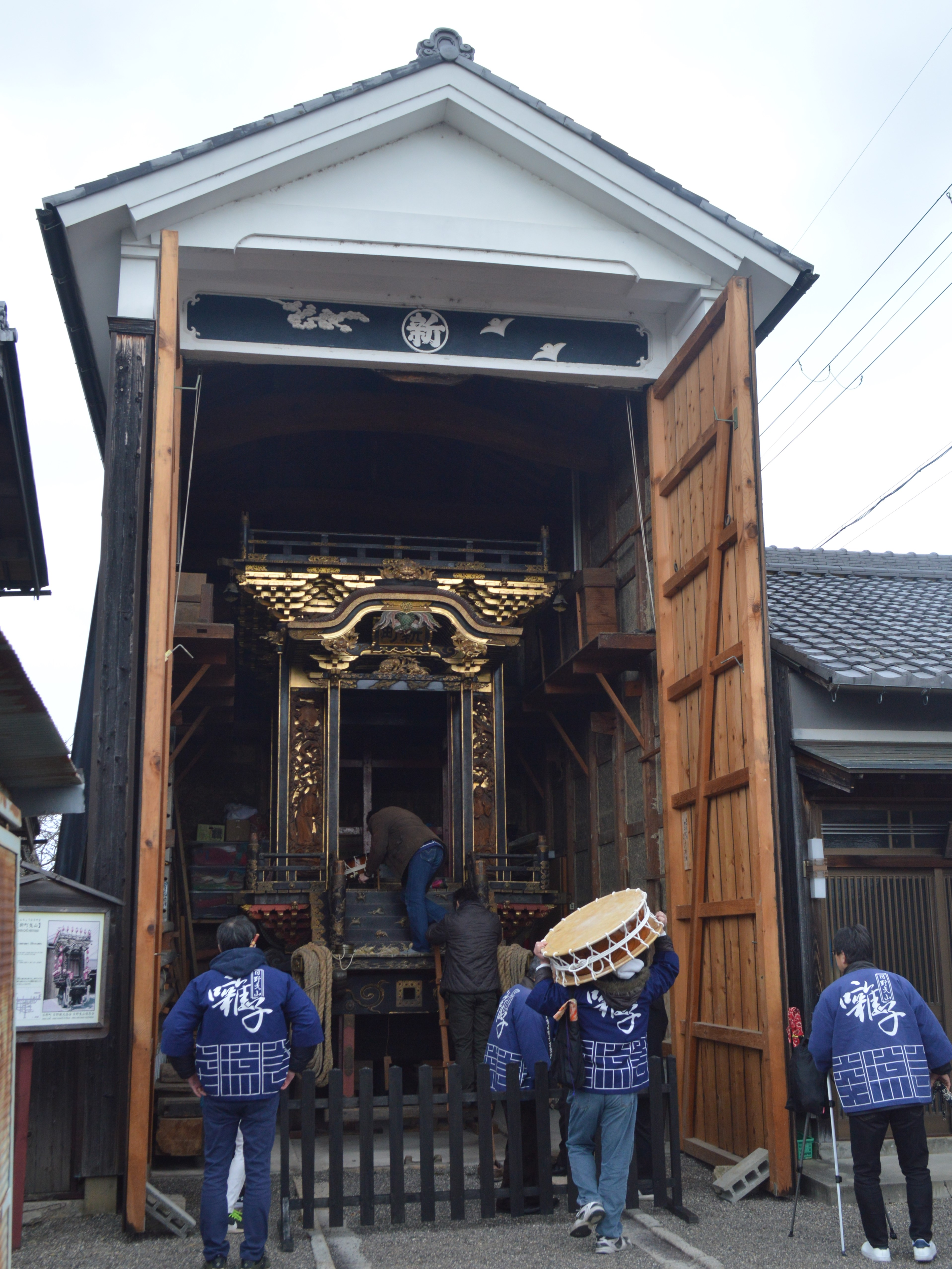
囃子組

### 神輿
日野祭の神輿は3社あり、西大路で1基・村井で1基・大窪、松尾で1基、担ぐ。これを上の番・中の番・下の番の神輿と呼び、御旅所まで渡御する。

### 神子
上野田村の祖神とされる3柱の神の先導をつかまつる「お稚児さん」として、上野田から8歳の男児3人が選ばれて役を担う。古くは蒲生上郡の郷士の娘で8歳から12歳までの女児が担った役であったが、1837年（天保3年）に「上野田の8歳の男児」と決定された。金繻子の衣装で、上半身を覆うくらい長い紙垂で装飾した笠をかぶった装いで、日野祭の主役とみなされる。
選出方法はおみくじで、氏子中から8歳になる男児の名を書いた和紙を丸めて三宝の上にちらし、宮司の持つ御幣の先にくっついたものから順に上番・中番・下番の順で神子を決定する。上番は彦健忍雄心命の神子、中番は健髀宿弥（たけはぎすくね）の神子、下番は大宮司出雲宿弥貞尚の神子であり、それぞれの神霊の依り代であり、渡御行列の際の並び順でもある。

### 芝田楽（神調社）
3人の神子と太鼓を警固する、上野田で組織される神調社という青年団の祭礼における総称。黒紋付裃姿に一文字笠をかぶり、手には細青竹を持つ。
田楽座という法楽舞集団の名残と考えられるが、太鼓を鳴らすのみで舞や踊りは行わない。鼓をひとつくくりつけた、大きな締太鼓を2人の神調社員が担ぎ、1人が一定のリズムで祭礼の間中、鳴らし続ける。
この組織が日野祭運営の一切を采配する。

### 祭囃子
笛・大太鼓・小太鼓・すり鉦を用いる。口伝によって各町内でそれぞれ引き継がれているが、曲目は「バカバヤシ」・「ヤタイ」・「オオマ」といったにぎやかでテンポの速い調子の曲が多いことから、関東囃子を源流とするものと考えられている。

### 他
祭礼行事を進行する役は、上記の他、地区役員である氏子総代、神社の宮司、巫女、伶人、祭礼掛といった人々と、以下の役がある。
神馬
神の乗る馬であり、渡御に加えるが、人は乗らない。馬の背の鞍にあたるところに大注連縄を結いつけ、尻がいは新しい縄でつくる。たてがみと尾には洗浄を意味する紙垂を付ける。
ほいのぼり
細長く割った数メートルの竹ひごに、白やピンクの紙の花をつけた「ホイ」をのぼりの先から傘のようにつけたもので、神が宿る依代ともされる。大きさはおよそ3～10メートルで、最も大きなものは11メートルを超え、のぼりの先には幣をつける。
獅子・太鼓
獅子面を屋形に乗せてその後ろに太鼓をおき、渡御に参加する。屋形の前には、天狗とお多福の面をかける。屋形の担ぎ手は、氏子のなかで木津と日田から選ばれた者が担う。祭礼渡御の一般的な形式で、天狗は猿田彦神、お多福はウズメノミコトを表す。
大榊・弓矢
宮人夫が捧げ持ち、渡御に参加する。3メートルあまりの榊の木に弓矢を結いつけ、絹の白布をかけたもので、大榊と白布が神霊の依り代、弓矢は悪霊退散を願うものである。
太刀・剣鉾
神宝・神器を表したもので、宮大夫が捧げ持ち、渡御に参加する。
神幣
氏子集団から神への捧げものとして、西大路、村井、大窪、松尾、越川町からの5基が出される。明治7年までは全氏子中各村から1基ずつ出されたが、この年に統合して、明治8年からは4基となった。このとき、越川町だけは村井と大窪の2町にまたがるため、どちらに統合することもできず、残ったという。
各町が収納庫を持ち、祭礼渡御では、黒紋付の羽織袴に一文字笠姿で青竹の杖を曳く警護役が数人ずつ供奉し、それぞれの神輿の後に続く。その町の総代か祭礼係のどちらか１名はここにつくことになっている。
大幣・小幣
いずれも神に捧げる礼物として、宮司家と巫女家によって出される。大幣は横約50センチメートル、縦約30センチメートルの板に松と竹を描いた紙を貼ったもので、約5メートルの青竹の先に白布とともにつける。小幣は1メートル弱のもの。

## 曳山

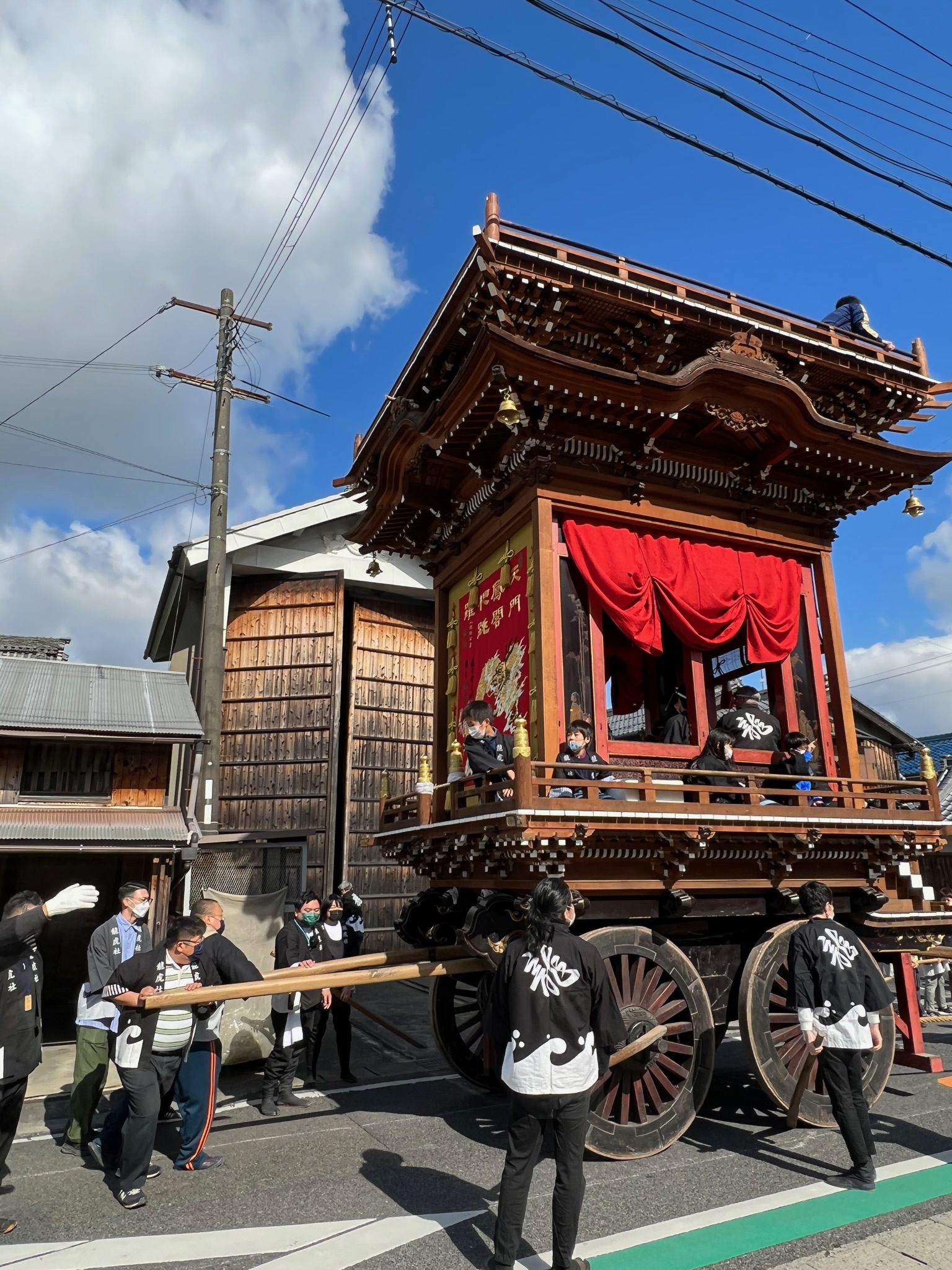
曳山「龍虎車」

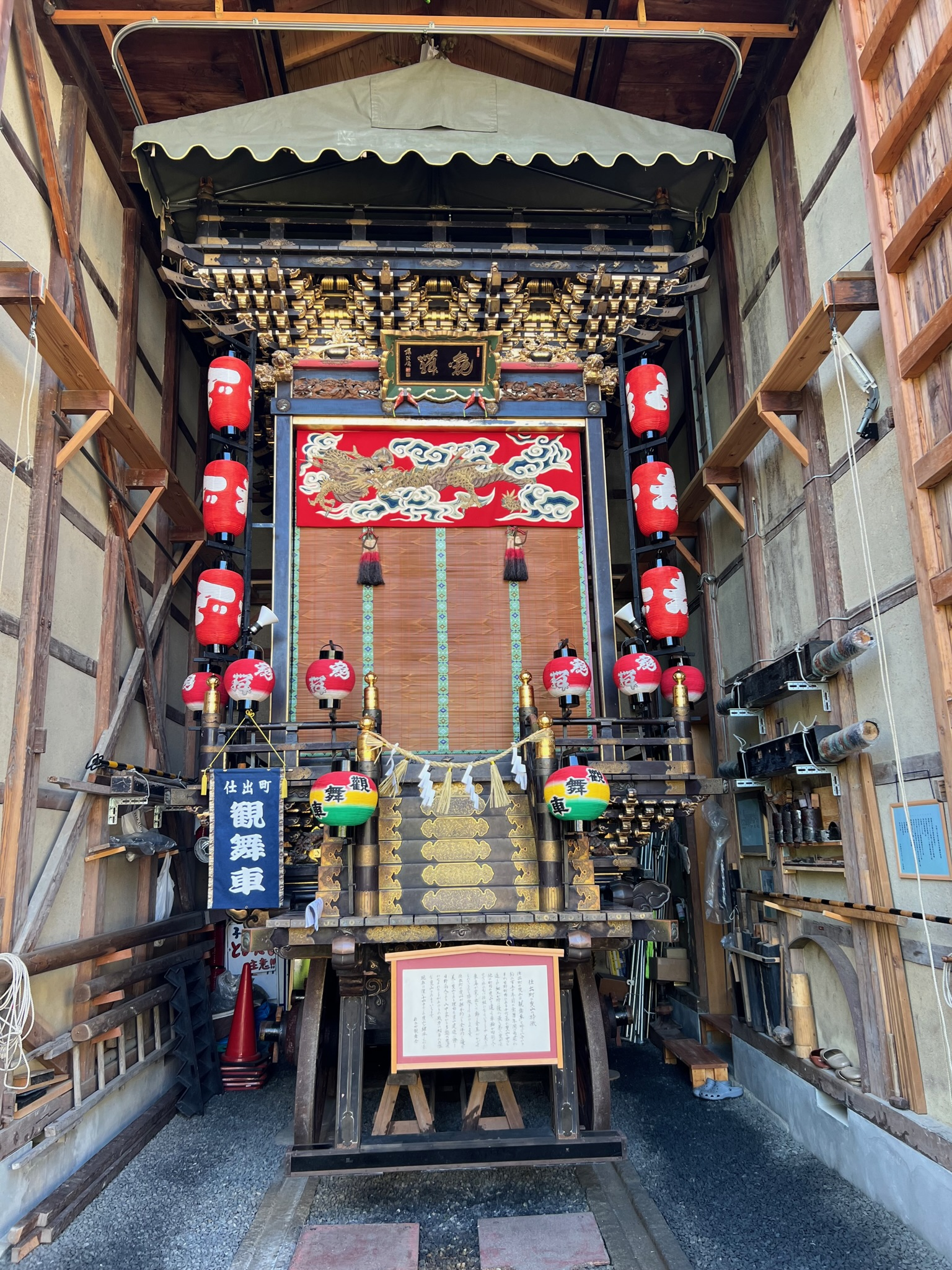
曳山「観舞車」

日野の曳山は二層露天式で、祭礼ではその屋上にあたる部分に「だし」と呼ぶ人形を飾る。この「だし」は毎年新しく作り直す。もともと神の依り来る目印とされた曳山の宗教的意義においては神を迎えるための依り代であるが、現代では風流の要素が強く、豪華な「つづれにしき」や「つくりもの」で全体を飾り、笛やすり鉦や太鼓の祭り囃子に乗せて各町内から引綱で曳かれる。
21世紀に現存する曳山は16基あり、西大路、本町、越川町、上鍛冶町、杉野神町、双六町、岡本町、上大窪町、金英町、仕出町、清水町、大窪町、南大窪町、河原田町が所有する。
法天地（ほうてんち）
岡本町の曳山で、天明年間（1781年～1788年）に建造された。文政13年（1830年）に下場に立川和四郎が木彫りした十二支を配する。日野の曳山では唯一、2階にも屋根がある 。
舞鶴社（まいづるしゃ）
今井町の曳山で、文久元年（1861年）に建造され、1900年（明治33年）に大修理が行われた。慶応元年（1865年）に今在家村の忠兵衛によって多数の彫刻が施されている。形は階段付き重箱型曳山の典型で、龍虎の描かれた横幕が印象的な、全体にバランスのよい見た目の曳山とされる。
南壮社（なんそうしゃ）
南大窪町の曳山で、天明5年（1785年）以前に建造された。仙人や唐獅子や牡丹などを主題とした彫刻家・立川和四郎が文政12年（1829年）に手がけた彫刻が、曳山下場の組物の間や正面の階段下で目を引く曳山である。
龍虎車（りゅうこしゃ）
大窪町の曳山で、文久元年（1861年）に建造された。日野祭の曳山では2番目に大きいもので、唯一、素木の曳山である。見送り幕、横幕の下絵は岸派の岸岱・岸慶親子の共同作品。
観舞車（かんぶしゃ）
仕出町の曳山で、宝暦年間（1751年～1763年）以前には建造され、嘉永5年（1852年）に修繕が行われた。日野商人の山中家が私財を投じて建造したもので、日野の曳山のなかで最も贅を尽くした美しい曳山であるという。見送り幕の織や刺繍にも見ごたえがあるが、飾金具や彫刻、車輪の造りや細工が特に優れる 。
蘭香閣（らんこうかく）
河原田町の曳山で、宝暦年間（1751年～1763年）以前に建造されたことはまちがいなく、元治元年（1864年）に再建された。正面向拝と天場下に垂木を、舟木に龍と波の彫り物がある。見送り幕は1994年（平成6年）に新調しており、『三國志』の場面から関羽と張飛が劉備から届いた手紙を読んでいる様子を刺繍している。関羽は商いの神として知られ、日野商人によって発展した町衆の心意気を偲ぶものといわれている。
瓊象社（けいしょうしゃ）
上大窪町の曳山で、文久3年（1863年）建造のもの。日野祭の曳山巡行はかつて籤でその巡行順を決められたが、瓊象社は籤をひかず、大窪町の曳山の中で2番目に巡行する習わしがあった。形状は典型的な日野の曳山のひとつであるが、天場下に和様組物を設けているのが異色とされる。
壽雙車（じゅそうしゃ）
双六町の曳山で、寛政5年（1793年）に建造、安政6年（1859年）に大修理が行われた。上場と欄間に取り付けられた素木彫刻の樹花鳥獣は、今在家村の忠兵衛の手による作品で、1877年（明治10年）に追加された。
翔鶴（しょうかく）
越川町の曳山で、文化3年（1806年）に建造された。菊文透金具で装飾された4本柱が特徴的な曳山となっている。横幕の下絵の画家は、四条派の塩川文麟の手によるもの。
芳菊車（ほうぎくしゃ）
金英町の曳山で、富岡鉄斎の下絵による見送り幕の絵や、外柱の4神の巻金具、下場の波に龍の彫刻といった装飾に特徴がある。
歓心（かんしん）
杉野神町の曳山で、寛政3年（1791年）頃に建造された日野の曳山では最古の部類のもの。典型的な重箱型の曳山で、側面の雅楽楽器模様金具が特徴とされる。見送り幕は雲向龍文様金銀繍羅紗。
六徳（りくとく）
清水町の曳山で、文政8年（1825年）に建造された。諏訪の彫刻大工・立川和四郎が手掛けた素木彫刻やの「二十四孝」や、京都の画家・満黄が手掛けた波の絵模様が特徴とされる。金箔と漆塗りは、伝統産業の日野椀で知られた日野町内の塗師職人の技術が活かされている。
萬延社（まんえんしゃ）
上鍛冶町の曳山で、万延元年（1860年）に建造された。建造後約70年は素木の曳山であったというが、1929年（昭和4年）に昭和天皇即位の御大典記念事業として総漆塗り、金箔置き金物付の豪奢な姿に更新された。
八景閣（はっけいかく）
新町の曳山で、文化4年（1807年）頃に建造された。向拝付きの曳山で、上場と欄間に近江八景の彩色彫刻が施され、金具や正面脇間の彫刻・装飾が豊富で豪華なのが特徴。
鳳仙社（ほうせんしゃ）
本町の曳山で、明和7年(1770年)に大改修された。見送り幕の「紫地鳳凰樹下仙山水図」が社名の由来であり、2000年（平成12年）に復元新調されている。曳山本体も4本柱雁金文透金具を用いる豪奢なつくりで、側面に鶴松図と亀図が描かれている。
仁正寺（にしょうじ）
西大路地区の曳山で、2022年（令和4年）現在3代目である。初代の建造は不明。現存する曳山は、文政8年（1825年）から藩主・市橋長富の寄進により尾張の職人が再建に着手し、8年かけて建造されたもので、日野の曳山で最大の大きさを誇る。

## 日野祭に関連する場所

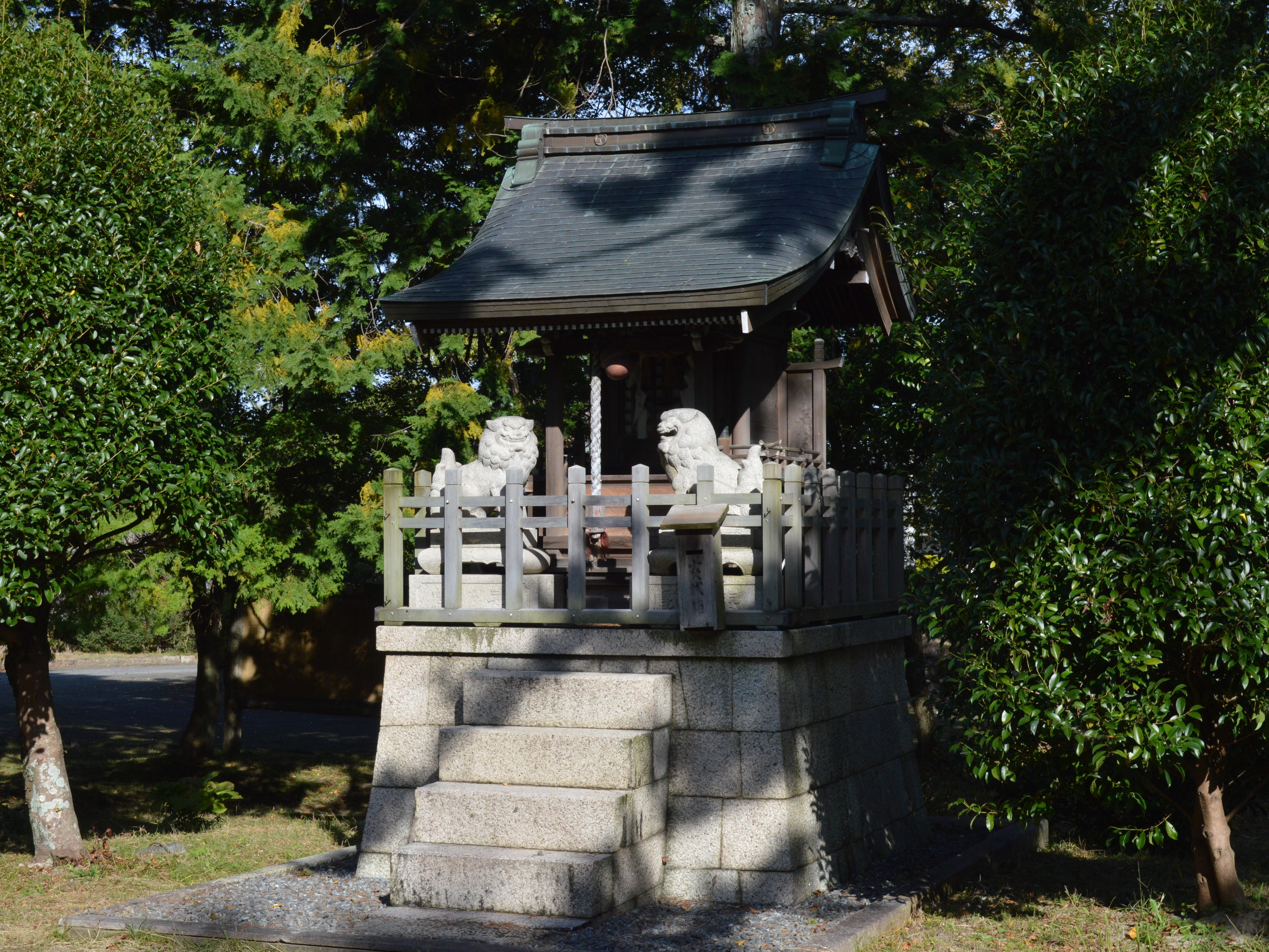
御旅所・口之宮神社（雲雀野）

口之宮神社
大字上野田の雲雀野にある日野祭の御旅所。雲雀野は、西野とも、古くは口野とも呼ばれた土地で、かつては林村という別村であったが、後に上野田村に合併された。ここに鎮座する口之宮神社は、馬見綿向神社（大宮）を奥宮とみなし、この奥宮に対して日野谷の口に鎮座することから「口之宮」と称すると記録される。祭神は加夜都比古命（かやつひこのみこと）。
盆行事である「火振り祭り」が行われる場所でもあり、1943年（昭和18年）までは蒲生氏郷の銅像が建立されていた。
大嵩神社（おおたけ）
綿向山の山頂に祀られる馬見綿向神社の奥の院社で、日野祭の前段の神事である「嶽まつり」が執行される。
西之宮神社
大字村井の西之宮町に鎮座し、日野祭の宵宮祭が行われる神社。馬見綿向神社の祭神の1柱でもある天夷鳥命（あめのひなどりのみこと）を祭神とし、馬見綿向神社から見て西に位置するため「西之宮」と呼ばれる。
五社神社
上野田の氏神で、古くは「諸神神社」と呼ばれた。馬見綿向神社の祭神3柱と口之宮神社の祭神・加夜都比古命と、上野田の祖神とされる彦建忍雄心命（ひこたておしおごころのみこと）の5柱を祀ることから、五社神社と呼ばれる。
日野祭の運営を担う上野田の氏神であることから、日野祭の関連神社のなかでも重要視され、神子の選出や、運営役の新調社の顔合わも五社神社の境内で行われる。
笠懸宮（かさかけのみや）
別名を「石組社（いしぐみしゃ）」といい、馬見綿向神社に近い参道横の小社。社名の由来は、流鏑馬の的となる笠を懸けた場所であるとも、馬見綿向神社への宮入のための笠を懸けた場所であるとも言われ、祭礼行事の様々な場で幣の奉納などの神事が行われる。
滝之宮神社
村井に鎮座し、かつてはこの神社の滝の水で、日野祭の本祭に用いる神器を洗浄した。昭和中期にはすでにその習慣は失われている。
佐久奈度神社（さくなど）
綿向山の山麓に位置する北畑の地先で、みづき野と呼ばれる地に祀られる小社。日野祭の前段にある神事「嶽まつり」の日に、宮司はこの神社で祓をしてから、山頂の社へ参向するきまりがある。

## 各大字の特徴と役割

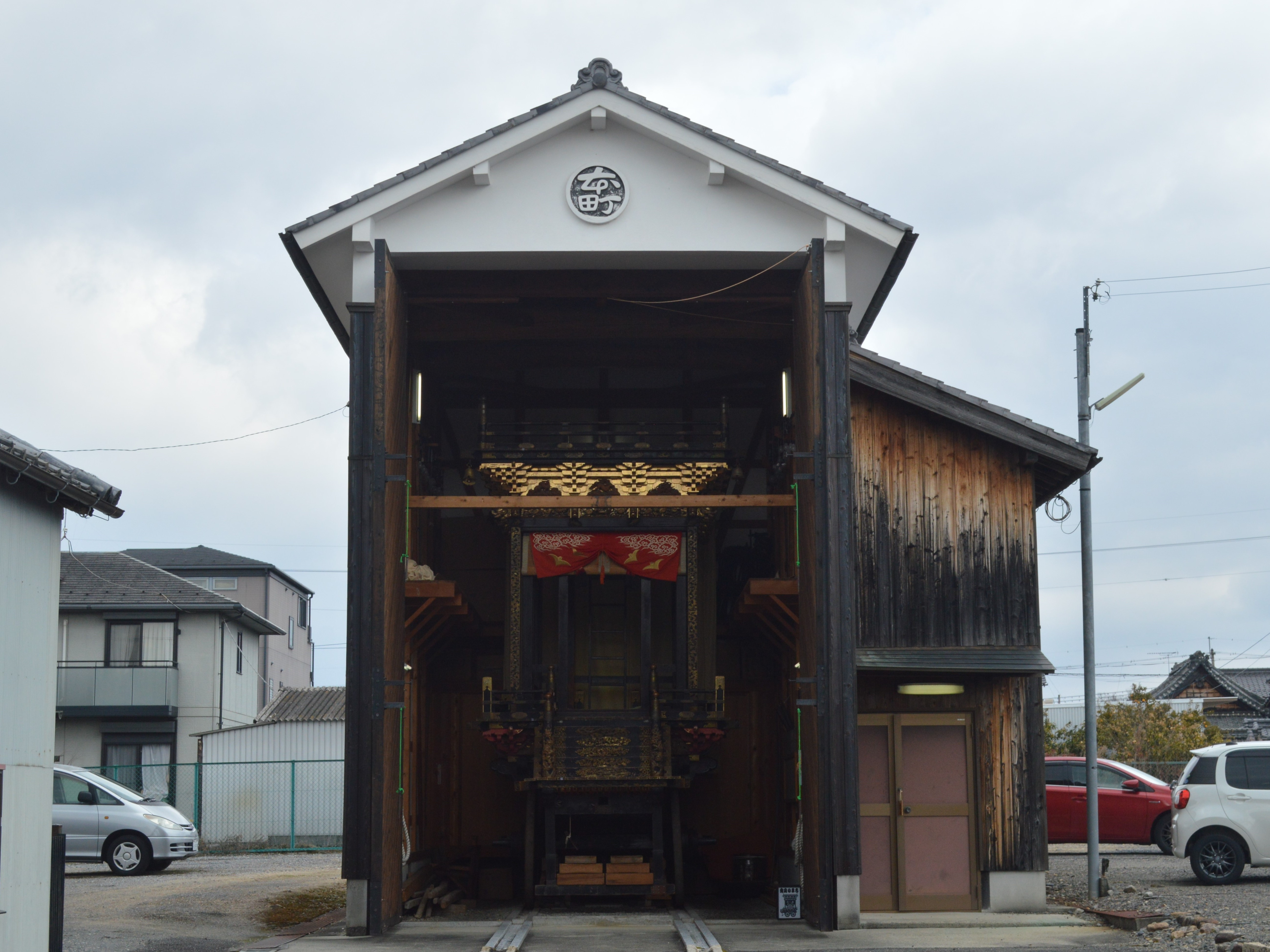
村井の山車倉

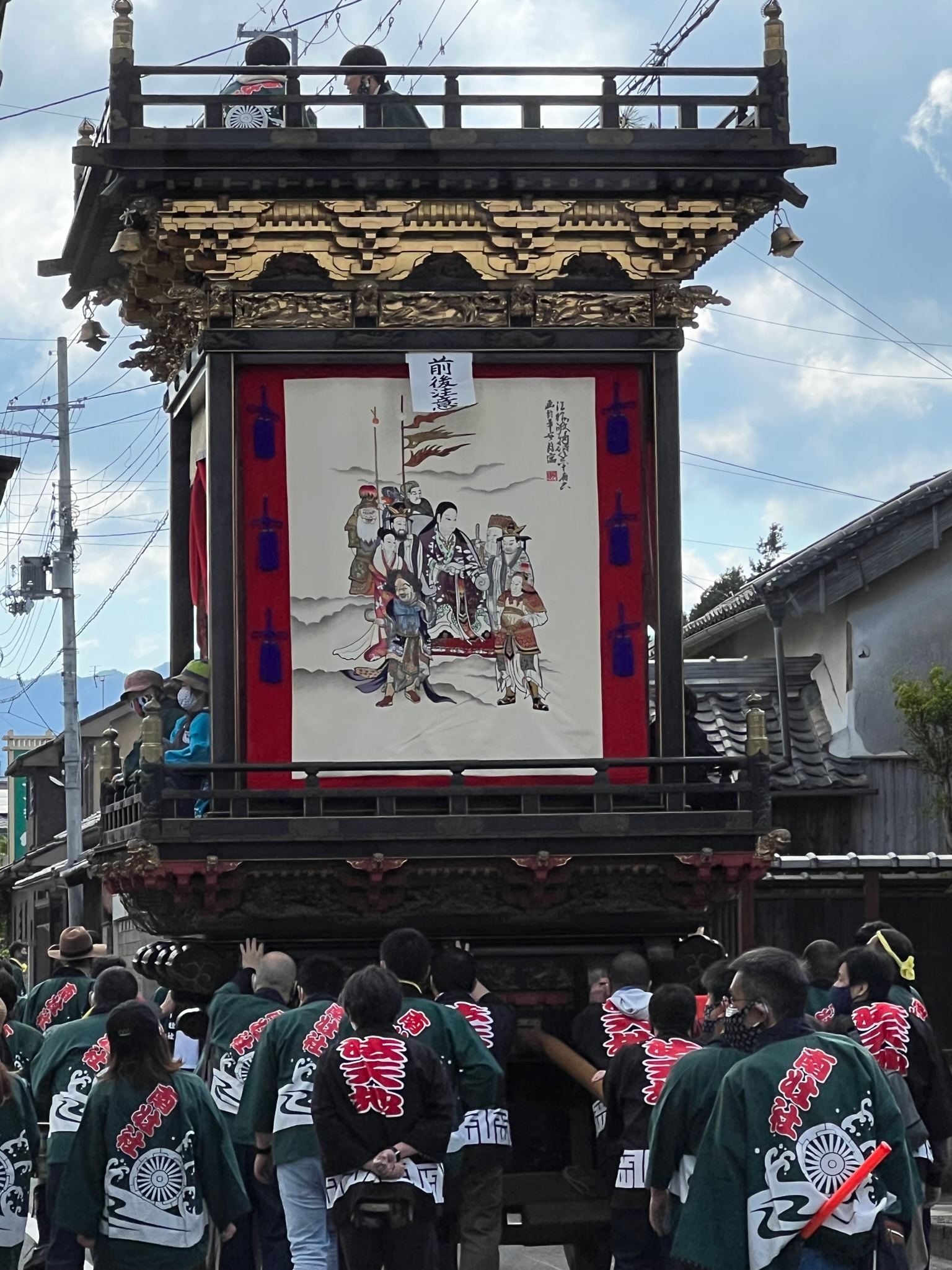
南大窪町の曳山

日野祭は、西大路・村井・大窪・松尾・上野田の大字5区を中心に、日田・木津・河原の大字3区を含む8つの大字の氏子によって執行される「郷祭り（ごうまつり）」である。
祭礼は大字ごとに役割が決まっており、各々の儀式や儀礼が受け継がれている。
西大路（にしおおじ）
7町を上（大石町、幅野町、浦出町、大日町）・下（向町、栄町、堀端町、殿町、水落町、仲出町）の2班に分け、神輿と山車を交互に受け持つ。全体で神輿を1基、曳山「仁正寺」1基、御幣1基をもつ。日野祭の渡御は西大路の西端にあるため、巡行は地域のごく一部のみを通る。歴史的には、蒲生家の日野城や徳川時代の陣屋がある地域で、財政や地域権力の面で力のある氏子集団の地域だった。
村井（むらい）
14町あり、西之宮町を除く13町内すべてから人員が出て神輿の渡御を担う。全体で神輿1基、曳山は本町と新町の2町で2基所有する。祭礼の氏神である馬見岡綿向神社の鎮座する大字のため、神社でも御旅所でも村井の神輿は3社の神輿のうちの中央に据えられることとなっている。西之宮町は、5月2日の宵祭で西之宮神社の祭礼を行うため、日野祭の本祭には参加しない。
大窪（おおくぼ）
氏子集団最大の大字で、日野町の中心市街地にあたり、大字は26町に細分化されている。
神輿は松尾、河原とあわせて3大字区で1基を共有し、神輿渡御は松尾とともに6つの区画ごとに担当するので、大窪の氏子は6年に1度の頻度で神輿番を担う。明治時代後期以前は河原村にも神輿番があったため、7年に1度であったと記録される。
曳山は12町が持つが、神輿番にあたった年はその町の曳山は巡行しない。馬見綿向神社から御旅所までの巡行路でもっとも長い区間にあり、祭礼前には「地渡し」と呼ぶ予行演習的な行事を行う習慣がある。
神幣は1875年（明治8年）以降は大窪全体で1基だが、それ以前は各町が1基ずつ出していたと記録される。　
松尾（まつお）
神幣1基を出し、曳山は持たず、大窪、河原と共同で神輿渡御を担当する。かつては大小の「ほいのぼり」20本ほどを担い渡御行列に参加したが、1970年代には行われなくなった。
大字松尾は、山松尾と呼ぶ農村地帯の旧松尾村で1区、市街地の松尾こと2区、旧石原町にあたる市街地こと3区の、石原町と松尾町の2町という意味で「石松」と呼称される。神輿番が石松の年は喧嘩が多発し祭が荒れるという俗説がある。
河原（かわら）
昭和40年代までは、大窪5区の組に所属して6年に1度の神輿番を担ってた。。古くは河原のみで神輿番をしたことが記録されるが、明治時代後期には行わなくなった。御幣や曳山は持たない。
木津（きづ）
地区代表が渡御に参加する。日田とともに猿田彦の面と獅子頭の供奉りを担当する。神輿などほかの役割には関与しない。
日田（ひだ）
木津と同じく、地区代表が渡御に参加し、ともに猿田彦の面と獅子頭の供奉りを担当する。神輿などほかの役割には関与しない。
上野田（こうずけだ）
祭礼の中心である神子3人と、その警護をして祭りを執行する「神調社」という青年集団が古くから組織され継承されており、日野祭の執行役を担う。